# Subaru Impreza
L'Impreza est une compacte du constructeur automobile japonais Subaru, apparue en 1992.
Icône de la marque grâce à ses succès en championnat du monde des rallyes (trois titres pilotes et trois titres constructeurs), elle en est à sa cinquième génération depuis 2016.
Avec un moteur d'une cylindrée de 2 litres et 211 chevaux (94/97) puis 217 (98/00) pour la version européenne de première génération sous l'appellation GT, les premières Impreza qui deviendront les WRX peuvent afficher des caractéristiques allant jusqu'à 320 chevaux dans leur version STI.
Depuis 2015, La Subaru WRX est devenu un modèle indépendant de l'Impreza et suit son propre développement. De ce fait, le nom Impreza disparait peu à peu des références sportives remplacé par la WRX et à moindre mesure par la Subaru BRZ.
Les Subaru Impreza ont été construites uniquement au Japon jusqu'en 2017, date à laquelle, devant le succès du modèle en Amérique du Nord, la production de l'Impreza 5 et de sa variante XV/Crosstrek se fera aux États-Unis dans l'Indiana. Jamais une Impreza n'avait été construite ailleurs qu'au Japon avant cette date. La nouvelle WRX et sa sœur la WRX STI quant à elles restent produites au Japon dans l'usine originelle.
L'Impreza 5 (GK/GT) marque une vraie et profonde refonte. Débutée à partir de la 3e génération, elle marque une séparation claire et précise entre son héritage de sportive championne des rallyes et son renouveau plus conventionnel orienté confort au quotidien et technologie de sécurité (Eyesight). L'Impreza n'aura plus de variante sportive et ne sera plus utilisée en sport automobile depuis lors.

## Première génération: 1993 à 2001 (GC/GF/GM)
Introduite en novembre 1993, l'Impreza était proposée soit en traction, soit avec une transmission intégrale permanente. Son dessin a été créé par le designer Akira Teshima. La motorisation concernait un même bloc de quatre cylindres à plat (boxer), la série EJ de Subaru, décliné en cylindrées de 1,6, 1,8 et 2 litres. Une version plus sportive armée d'un 2 litres turbocompressé, et d'un échangeur air/air, sera commercialisée au Japon sous la désignation Impreza WRX. Sur le marché européen et ailleurs dans le monde, celle-ci sera nommée 2.0 Turbo, 2.0 GT, 2.0 GT Turbo ou 2.0 WRX.
Le constructeur présentait plusieurs niveaux d'équipements : LX, GL et Sport. La finition LX, seulement disponible en berline quatre-portes, abritait le moteur 1,6 litre accouplé à une transmission aux roues avant. La GL disposait du 1,6 L ou du 1,8 L, en traction ou en intégrale, sous une carrosserie berline quatre ou cinq-portes. Le modèle Sport recevait le 2 L sans turbocompresseur et des roues en alliage semblables à celles du modèle WRX. À partir de 1996, seul le 2 L resta commercialisé.
Dès 1994, Subaru introduit exclusivement pour le marché japonais la version STi de l'Impreza WRX. Beaucoup de pièces seront modifiées pour augmenter les performances. Le moteur revisité par les ingénieurs développera, selon les versions, de 247 à 276 ch.
Plusieurs versions spéciales de la WRX de base sont développées. La Terzo, RB5, Catalunya, etc. sont pour la plupart construites pour commémorer les exploits de l'équipe de rallye de Subaru à cette époque.
En 1997, l'Impreza est esthétiquement légèrement retouchée, puis en 1998 elle adopte le tableau de bord du nouveau Forester.
Pour le millésime 1999 et 2000, l'Impreza WRX européenne reçoit quelques nouvelles pièces provenant de la WRX STi. Des freins avant majorés à 294 mm avec des étriers Subaru à quatre pistons, des freins arrière ventilés, des roues en alliage de 16 pouces, des suspensions affermies, le becquet arrière de la STi version IV et des bancs sports STi. Le moteur est aussi changé pour celui de Phase II avec une puissance de 218 ch, soit 7 chevaux de plus que l'ancienne version.
En Amérique du Nord, l'historique de l'Impreza est sensiblement différente. Tout d'abord, en 1993 seul le moteur 1,8 litre est proposé. L'Impreza est disponible en traction (modèle L) ou transmission intégrale (modèle LS). En 1995, un 2,2 litres arrive en option. En 1997, toute la gamme Impreza passe à la transmission intégrale. En 1999, elle reçoit les mêmes retouches esthétiques que les modèles japonais ou européen.
L'Amérique du Nord n'a jamais eu droit à la version sportive WRX sur cette génération d'Impreza. En revanche, à partir de 1998 une Impreza 2.5 RS est proposée. Il s'agit d'une variante deux-portes équipée d'un 2,5 litres atmosphérique du EJ Phase II, affichant 165 ch. La suspension est la même que celle de l'Impreza de base, mais les freins avant sont ceux de la Legacy et le becquet arrière est semblable à celui de la WRX STi. En 2000, la 2.5 RS devient livrable en berline 4 portes et finalement en 2001 l'Amérique du Nord a droit à la vraie WRX avec l'introduction de la deuxième génération.
Le marché nord-américain aura droit à une autre version spécifique, l'Impreza Outback Sport. Il s'agit d'une Impreza cinq-portes avec des suspensions légèrement surélevées, équipée de la transmission intégrale. Visuellement, la Outback Sport se distingue par son apparence de tout-chemin, procurée par des pare-chocs uniques en plastique gris et des barres de toits pouvant accommoder des porte-bagages ou porte-bicyclettes. De plus, un baromètre, un thermomètre et une boussole étaient disponibles en option. Offerte à partir de 1995, la Outback Sport est disponible avec les 1,8 L et 2,2 L. Au Japon, une version semblable sera commercialisée sous le nom de Gravel Express, mais alors équipée du 2 L turbo-compressé de la WRX.

### GT Turbo
La version sportive de la première génération est en soi particulière par le fait qu'elle fut conçue pour être une sportive plus que pour être une automobile conventionnelle. On notera que la dénomination WRX n'a pas été adoptée immédiatement ni en même temps sur tous les marchés, Subaru lui préférant le terme GT Turbo. L'Amérique du Nord n'aura le droit à la WRX que pour la deuxième génération alors même que la STI existera sur ce marché.
C'est l'appellation Impreza qui entrera dans les débuts dans la légende avant d'être recatégorisée à l'image de la concurrence. L'Impreza devait devenir une automobile plus « sage » et la WRX et la WRX STI se devaient d'être les redoutables jumelles sportives de la gamme Impreza.
À cette époque, la version sportive pour le marché européen se nomme GT Turbo. Elle sera produite de 1994 à 2000.
Avec ce modèle, Subaru propose une voiture très performante au prix alors très compétitif de 155 000 FRF de l’époque.
Durant ces années son moteur subira des modifications:
[1994-1996] 2.0 turbo (9 CV) de 211 ch à 6 000 tr/min, 27,6 mkg à 4 800 tr/min pour 1 235 kg. 4x4 permanente, boîte manuelle à cinq rapports, pneumatiques 205/55 R15, disques ventilés AV (277 mm), disques AR (266 mm).

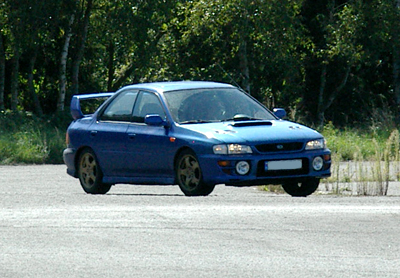
Subaru Impreza GT '98

Performances : vitesse maximum 228 km/h, 0 à 100 km/h en 7 s et 1 000 mètres départ arrêté en 27,6 s.
[1997-1998] 2.0 turbo (9 CV) de 211 ch à 5 600 tr/min, 29 mkg à 4 000 tr/min pour 1 235 kg. 4x4 permanente, boîte manuelle à cinq rapports, pneumatiques 205/55 R15, disques ventilés AV (277 mm), disques AR (266 mm).
Performances : vitesse maximum 238 km/h, 0 à 100 km/h en 5,6 s et 1 000 mètres départ arrêté en 25,5 s.
[1999-2000] 2.0 turbo (15 CV) de 217 ch à 5 600 tr/min, 29,6 mkg à 4 000 tr/min pour 1 286 kg.
4x4 permanente, boîte manuelle 5 vitesses, pneumatiques 205/50 R16, disques ventilés AV (294 mm), disques ventilés AR (266 mm).
Performances : vitesse maximum 233 km/h, 0 à 100 km/h en 5,6 s et 1 000 mètres départ arrêté en 26,3 s.

### Impreza Outback Sport / Impreza RV

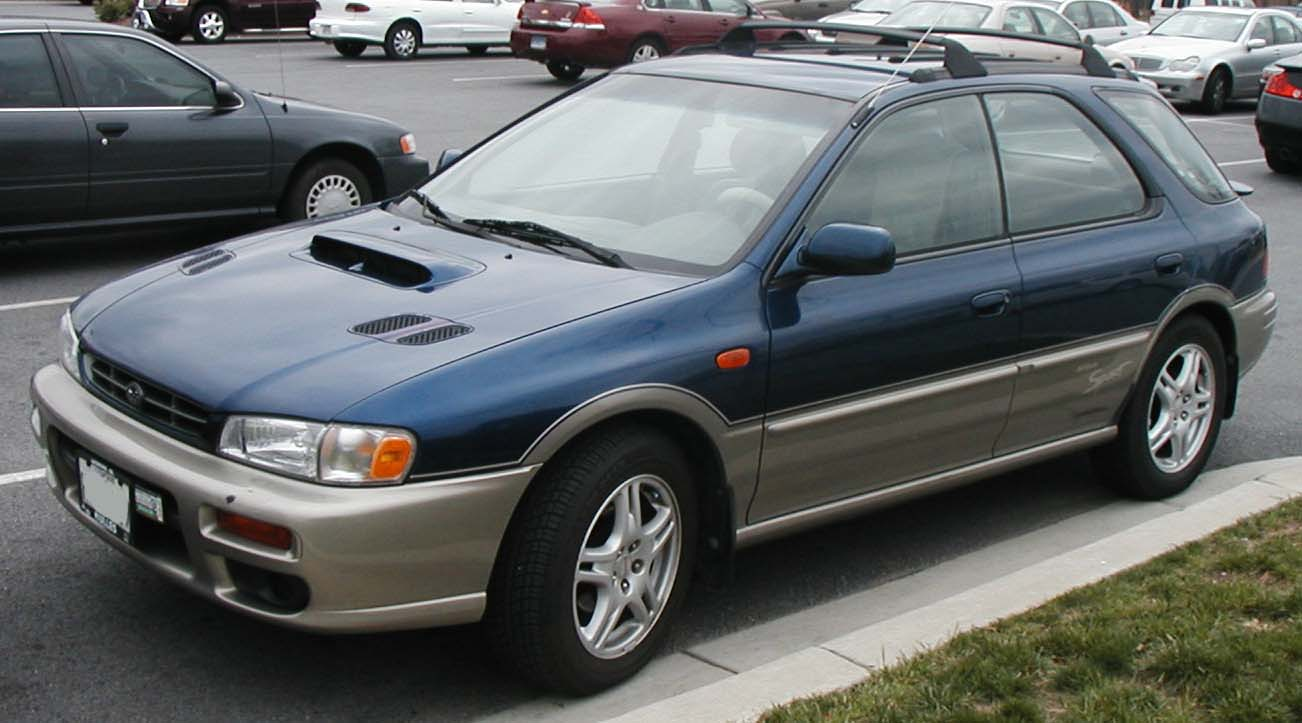
Première génération d'Impreza Outback Sport basé sur la version break de la Subaru Impreza.

La première Impreza Outback Sport a été introduite pour l'année modèle 1995 en tant que ligne de finition basée sur le "L Active Safety Group", qui comprenait une transmission intégrale et des freins antiblocage à disque avant et arrière. Le moteur standard était un EJ18 de 1,8 litre avec une transmission manuelle, mais une transmission automatique était disponible exclusivement avec le plus gros EJ22 de 2,2 litres provenant de la Legacy. De plus, l'Outback Sport a reçu une galerie de toit et des garde-boue, mais la garde au sol était inchangée par rapport au wagon Impreza sur lequel elle était basée à 6,3 pouces (160 mm). L'année modèle 1997 de la Outback Sport avait des pneus plus gros que l'Impreza et une garde au sol accrue de 6,4 à 6,5 pouces (160 à 170 mm). L'Outback Sport avait un prix inférieur et s'adressait à un acheteur plus jeune que l'Outback basé sur Legacy en essayant de rencontrer un public dynamique qui rêve d'aventure.

### Impreza Casa Blanca

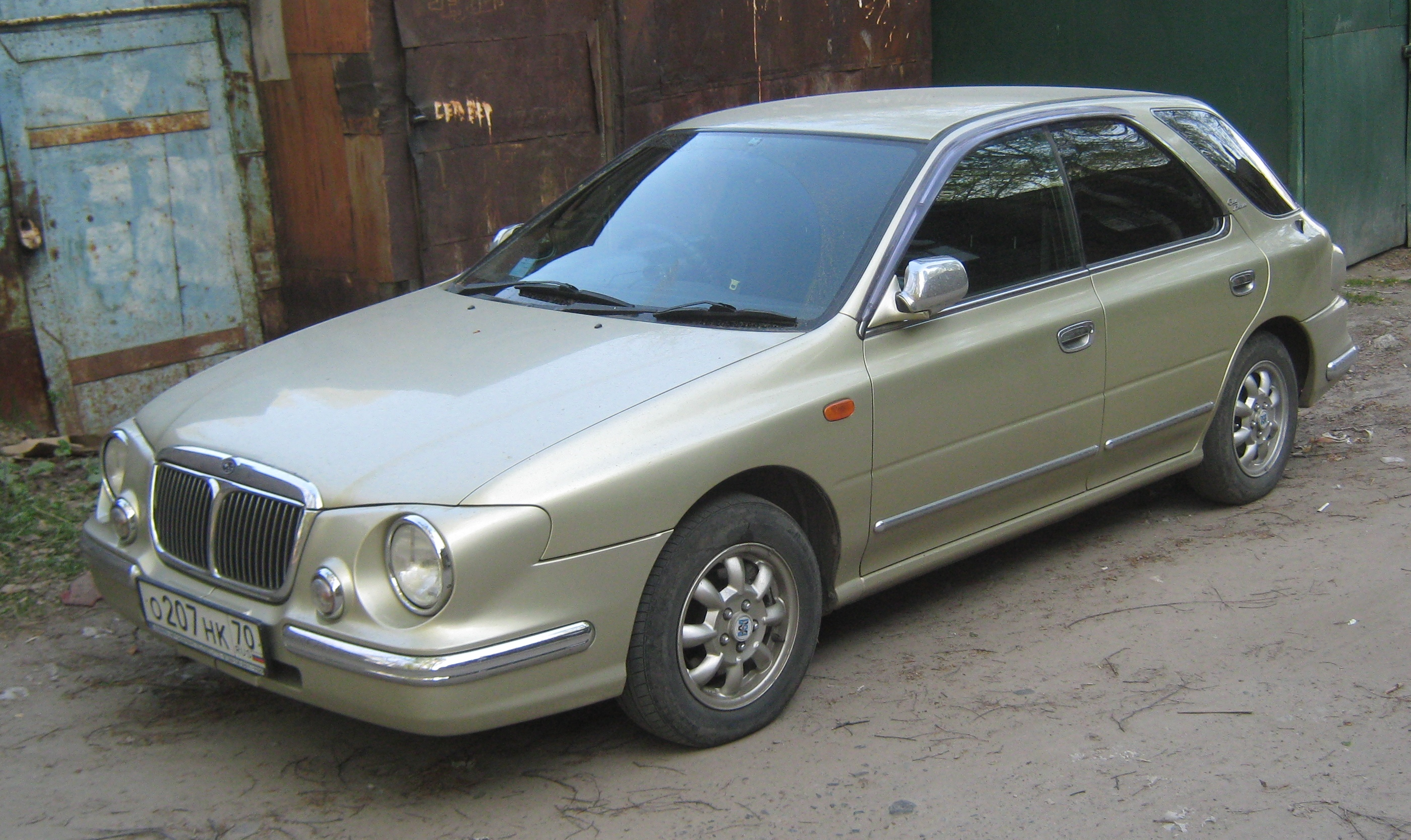
Impreza Casa Blanca

L'Impreza de première génération a également existé dans une version au style remanié : l'Impreza Casa Blanca qui a une face avant différente, des feux modifiés et divers chromes ajoutés afin de lui donner un style plus retro ou bien luxueux. Celle-ci n'exista qu'au Japon avec le 1,6l atmosphérique de 95 chevaux, uniquement en version break.

## Deuxième génération: 2001 à 2007 (GD/GG)
En 2001, l'Impreza « New age » (nouvel âge) fait son apparition. Elle remplace la première Impreza sur tous les marchés. Cette nouvelle génération devait être plus grosse, plus sécuritaire et plus rigide que l'ancienne. La carrosserie entièrement redessinée adopte les fameux phares ronds qui seront diversement appréciés par la clientèle.
Techniquement, la deuxième génération se distingue de la première par un châssis inédit beaucoup plus rigide. La version deux-portes de l'Impreza n'est pas reconduite. Sur certains modèles comme la WRX, la voie avant est majorée de 20 mm par rapport à sa précédente version.
En 2003, Subaru redessine la face de l'Impreza. Les phares ronds sont remplacés par des phares plus conventionnels, plus étirés. La réaction de la presse automobile fut plus favorable ainsi que celle des amateurs d'Impreza.
En 2005, le système de calage et levée variables des soupapes AVCS est introduit sur tous les moteurs de l'Impreza.
En Europe, l'année 2005 signe l'arrivée du EJ25 sur les modèles Subaru impreza wrx 9 et Subaru impreza wrx sti 9. Les améliorations techniques sont issues de la gamme S japonaise qui consacre les modèles les plus sportifs de la marque. En outre, même si le bloc moteur est une version réalésé du célèbre EJ20, des progrès sont apportés afin de fiabiliser cette gamme de véhicule. À ce titre, les pistons réutilisés depuis les modèles JDM 2003 sont de type hypereutectic et sont beaucoup plus résistants que les pistons moulés des EJ20 open des Subaru gt turbo (+120% en résistance). Ceci permet à Subaru de ne pas mettre des pistons forgés tout en gardant des pistons fiables avec un traitement spécifique du vilebrequin. La base en semi-closed deck participe à la fiabilité de l'ensemble comparativement à l'open deck des GT turbo.
Toujours la même année, la Subaru impreza wrx 9 (2005-2007 Ej25 230ch sur la fiche technique, présentement 245-250ch moteur officieusement), hérite de suspensions "tuned sport" améliorées, indépendantes aux 4 roues. En sus, le freinage est désormais équipé de 4 pistons fixes Subaru à l'avant et de 2 pistons fixes à l'arrière. La force de pression est équivalente, dans le cahier des charges Subaru, à celle des 6 pistons Brembo de gamme performance. Du fait du poids inférieur à celui de la Subaru impreza wrx sti 9, les distances de freinage sont équivalentes.
La rigidité de la caisse étant doublée sur la Subaru impreza wrx 9 et sti 9 par rapport au modèle précédent, la boîte de vitesses de la Wrx 9 subit aussi des améliorations techniques notables. Les synchroniseurs sont renforcés et les engrenages sont issus de la gamme RA, afin de proposer une fiabilité supérieure. Ce qui permet aux tuners Subaru de radicalement augmenter le couple sans crainte sur cette gamme de véhicule.
En 2006, Subaru retouche encore une fois la face ainsi que les pare-chocs de l'Impreza. Cette fois, la fameuse grille d'avion, introduite sur le B9 Tribeca, est adaptée à l'Impreza.
En Amérique du Nord, le 2,5 litres de la 2.5 RS de première génération est au départ généralisé à l'ensemble de la gamme Impreza. Puis en 2002, la WRX est introduite sur le marché avec un 2 litres turbocompressé et équipé d'un échangeur d'air. En 2004, c'est au tour de la WRX STi de faire son apparition toujours avec une cylindrée de 2,5 litres contrairement au modèle japonais équipé du 2 litres.
La version Outback Sport de l'Impreza est aussi reconduite en utilisant le nouveau châssis. Cette fois, le modèle est aussi offert sur le marché australien sous le nom de Impreza RV. En Australie, une boîte de transfert manuel est disponible et c'est le 2 litres qui est utilisé. L'Outback Sport reçoit tous les changements dont l'Impreza normale bénéficia au cours des années.
Au Japon le choix des moteurs se montre plus étendu. L'Impreza 1.5i est équipée d'un 1,5 litre et se livre soit en traction soit en intégrale et en boîte manuelle ou automatique. L'Impreza 1.5R fut équipé du même moteur 1,5 L mais accouplé au système AVCS. L'Impreza 1.5R fut disponible avec une transmission automatique seulement. Cette version 1.5R sera proposée en Europe à partir de 2007.
Ces mêmes versions ainsi que l'Impreza 1.6 TS sont proposées sur le marché asiatique. Cette dernière reçoit un moteur EJ de 1,6 litre avec la carrosserie de la WRX comme avec celle de la version cinq-portes break. Il est à noter que cette 1.6 TS, si elle tourne le dos à toute prétention sportive avec ses 95 ch, fait de l'Impreza une voiture bien adaptée aux conditions hivernales rencontrées en milieu montagnard ; assez rare en France sauf en milieu alpin, elle est répandue en Suisse.
L'Impreza est également disponible avec un moteur 2 litres atmosphérique (non turbo) de 160 ch dénommée 2.0R. La version SW de cette motorisation est équipée de série d'une boîte courte.

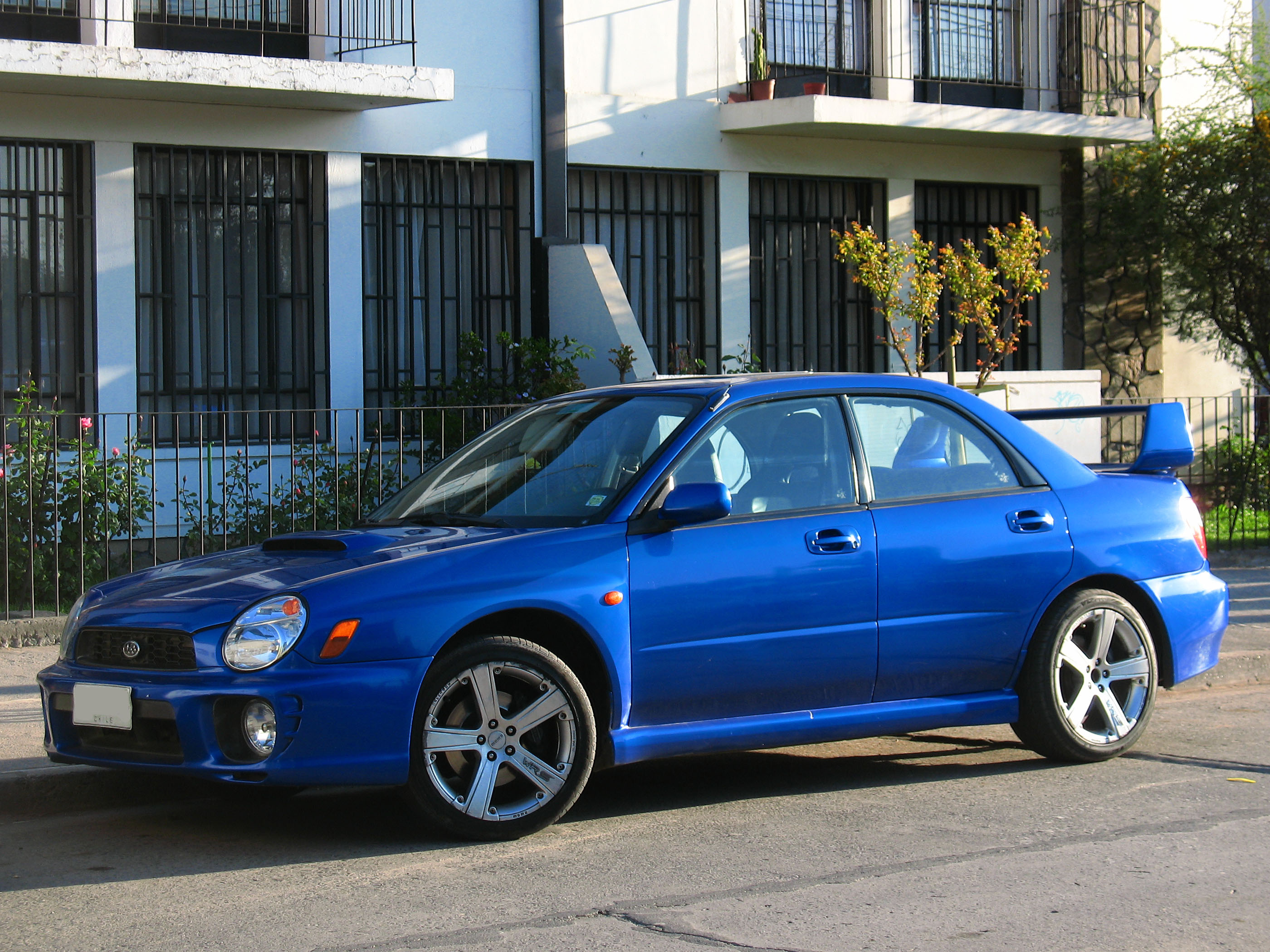
Phase 1
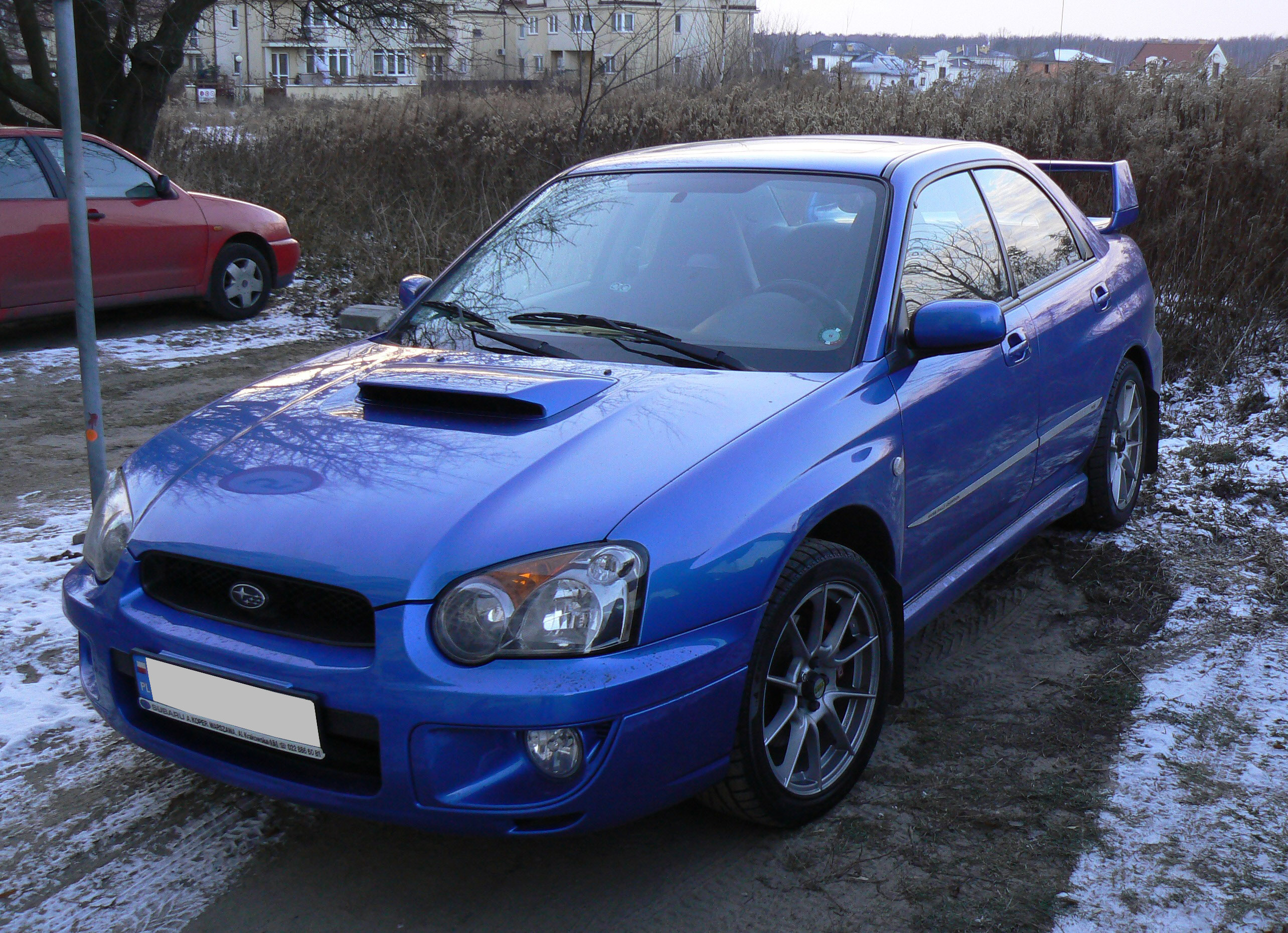
Phase 2
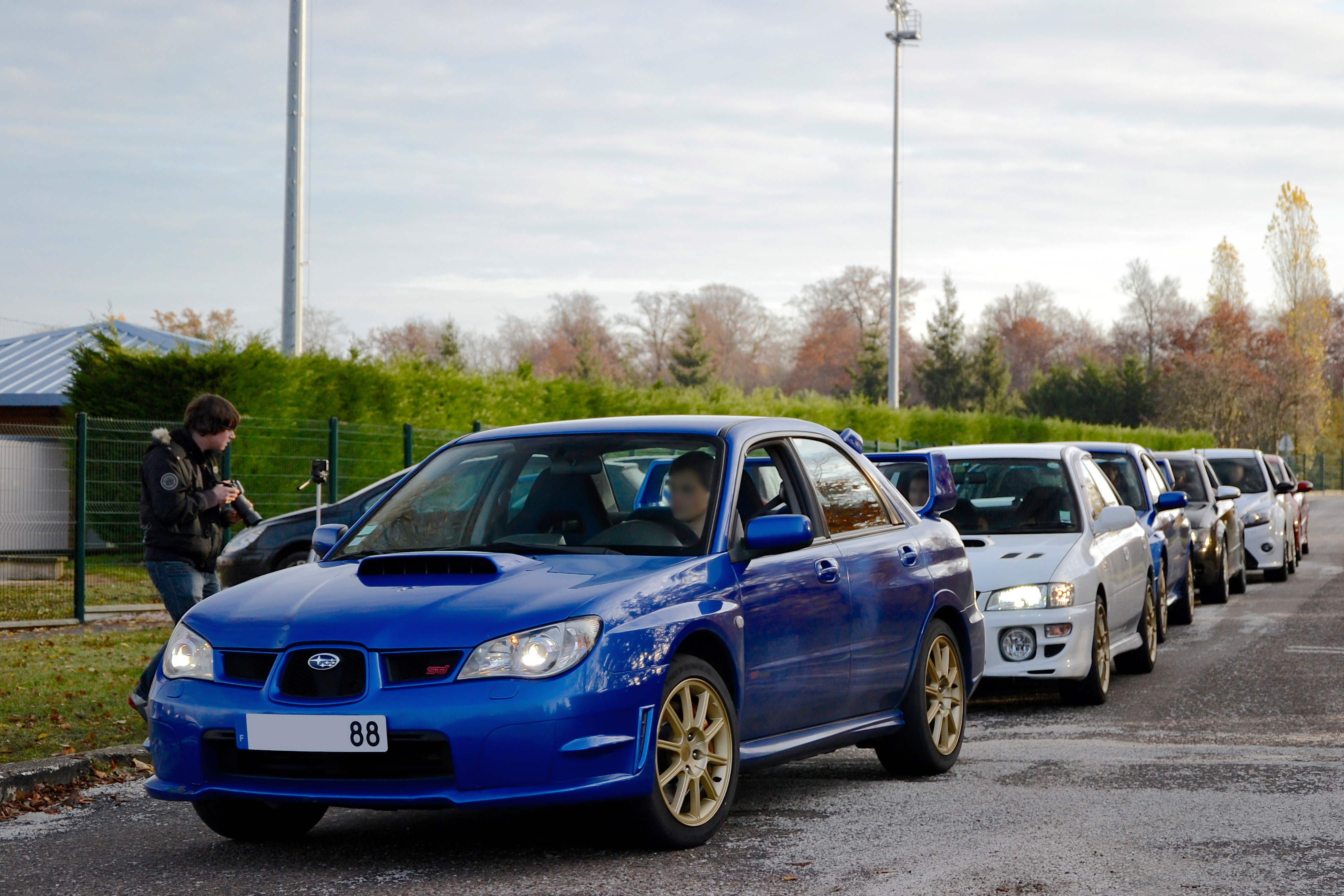
Phase 3

### Impreza Outback Sport / Impreza RV

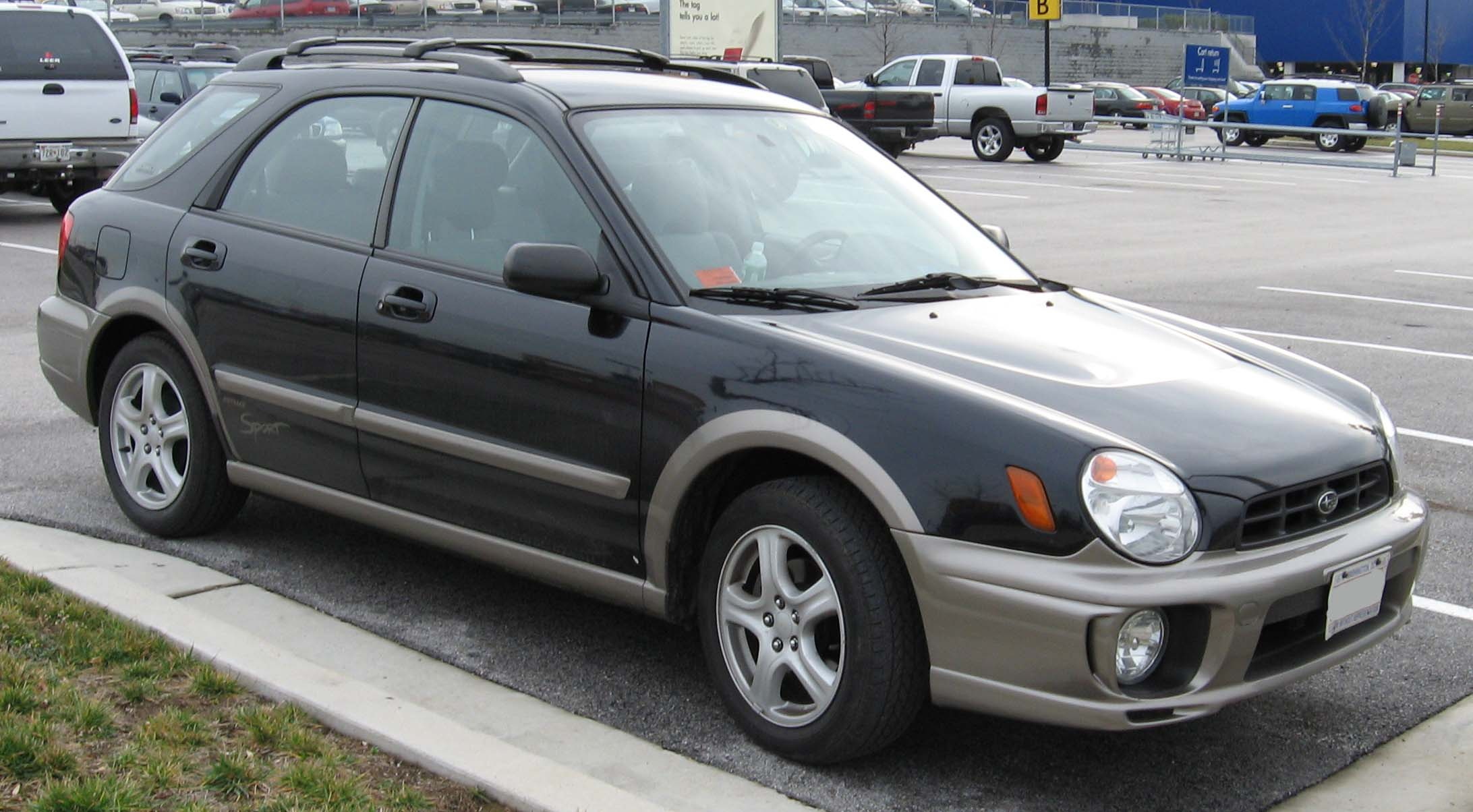
Première Impreza Outback Sport de cette génération. (Bug-eye)

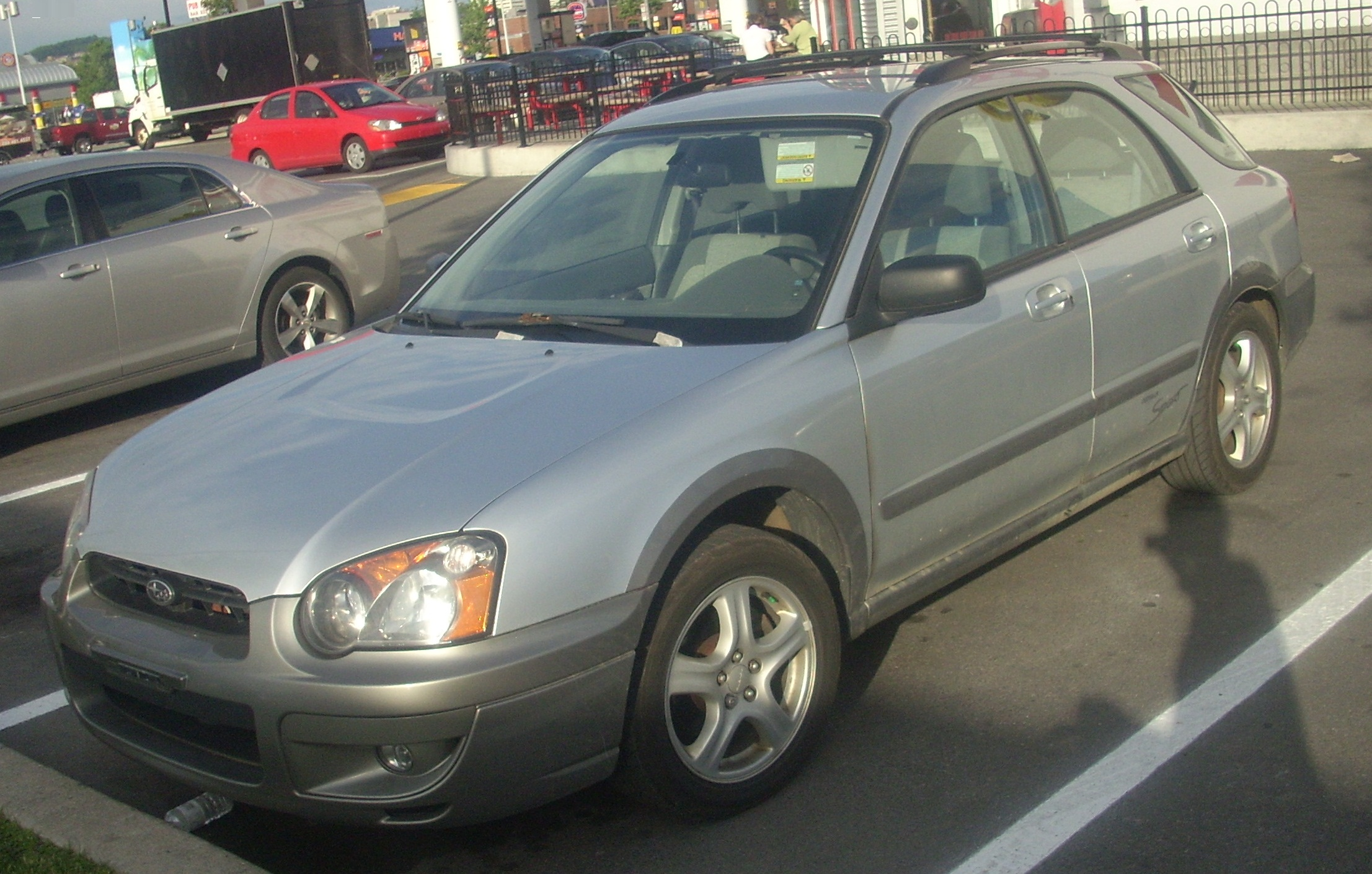
Deuxième version de cette génération pour la Impreza Outback Sport

Disponible uniquement en Amérique du Nord, Subaru a lancé la génération en 2001 pour l'année modèle 2002 basée uniquement sur la version Break/Wagon de la deuxième génération d'Impreza.
En Australie, l'Impreza RV a incorporé des changements de style similaires.

### Impreza WRX et Impreza WRX STI
À partir de 2001, la WRX et la WRX STI, toujours intégrées dans la gamme Impreza, s'améliorent pour leur deuxième génération basée sur la Impreza 2. À partir de cette génération tous les marchés sont uniformisés pour les appellations des modèles sportifs maintenant réunis sous la nomenclature WRX et WRX STI partout à travers le monde.
Les WRX et WRX STI étaient présentées comme les versions de route des modèles de rallye. Toutefois en compétition l'appellation des deux sportives n'est pas utilisée, Subaru lui préférant l'appellation de Subaru Impreza WRC. C'est ainsi que le nom Impreza continuera d'être employé pour désigner le modèle sport de Subaru.
Ce changement de génération a notamment débuté par une polémique à propos des phares avant ronds qui disparaitront très rapidement en 2003.
Elle est disponible en berline et en Wagon/Break pour la WRX et uniquement en berline pour la version STI.
Subaru ayant débuté un partenariat avec GM au début des années 2000, on retrouve une improbable version badgé Saab nommé 9-2X qui en plus de proposer une version basée sur l'Impreza Wagon/Break propose une version basée sur la Subaru Impreza WRX de 2005, équipée du EJ20 Turbo et de 2006 nouvellement équipée du EJ25 Turbo. Vendu uniquement en Amérique du Nord, cette voiture est construite dans la même usine que l'Impreza et l'mpreza WRX disparaitra en même temps que la coopération entre GM et Subaru fin 2005 (pour le millésime 2006).

#### Gendarmerie
La Subaru Impreza WRX a été choisie en 2005 par la Gendarmerie Nationale Française comme véhicule d'intervention sur les autoroutes pour les BRI (Brigade Rapide d'Intervention). Le modèle Subaru Impreza WRX de 225 ch d'origine fut utilisé par la Gendarmerie Nationale de 2006 à fin 2010.
Il y a eu en tout 63 Impreza WRX livrées, deux servant à la formation sur circuit et une à la présentation (d'un modèle identique au modèle opérant sur route mais ayant parcouru les salons plutôt que servi en patrouille).

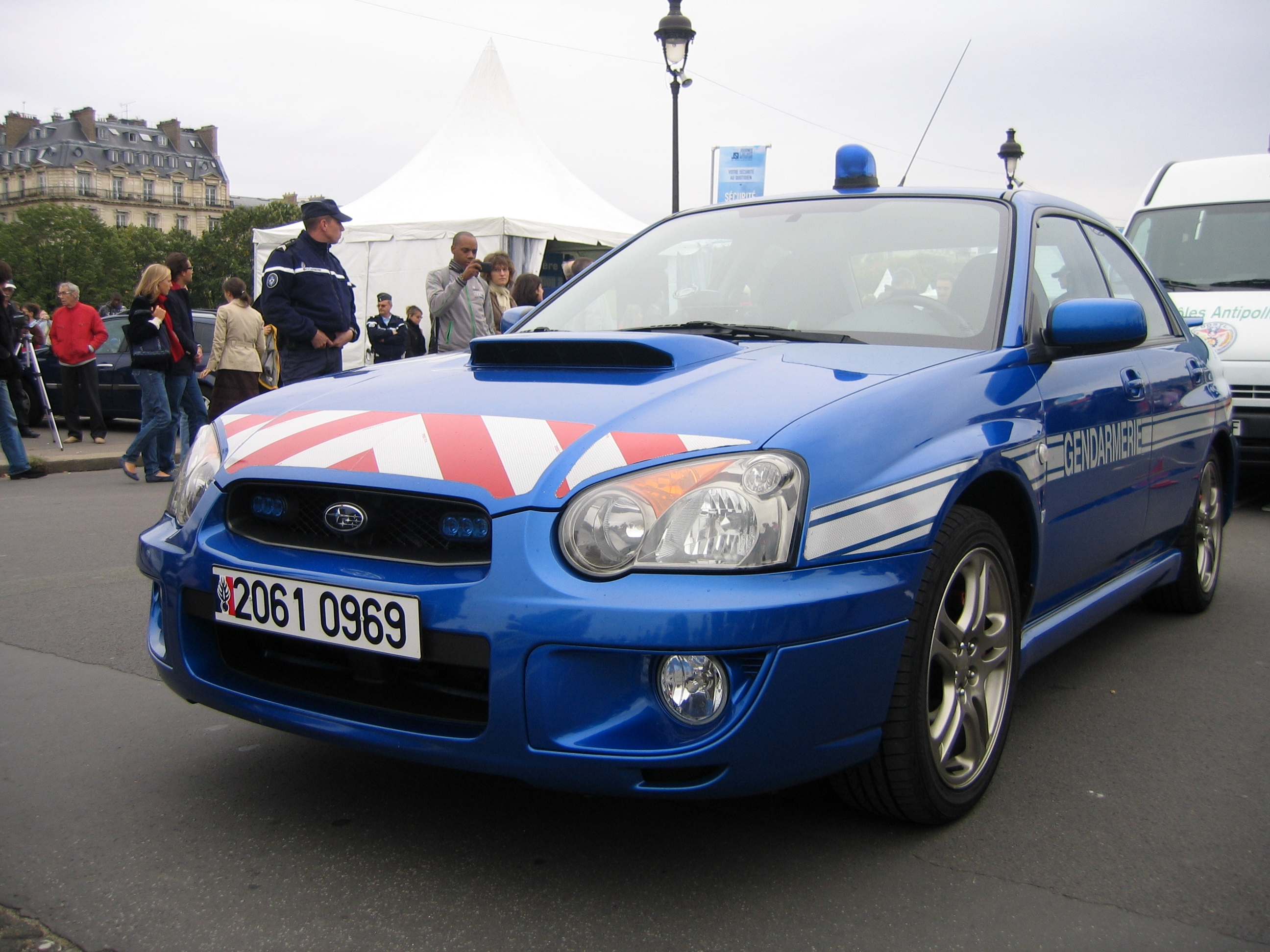
Subaru Impreza de la Brigade rapide d'intervention

Contrairement aux idées reçues, les voitures ne subissaient pas de préparation spécifique de moteur ou du châssis. Les éléments modifiés par le groupe carrossier Gruau ne se portaient que sur l'intérieur et les ajouts extérieurs. Au niveau carrosserie, elles étaient équipées d'un gyrophare de toit et d'un panneau d'affichage lumineux en cinq langues sur la planche arrière. L'aménagement intérieur permettait d'intégrer différents outils utilisés par la gendarmerie pour ses missions de surveillance.
Les WRX n'ont même pas subi de peinture, le bleu d'origine de Subaru faisant parfaitement l'affaire pour la Gendarmerie.
Néanmoins, ces véhicules furent jugés trop coûteux lors des réparations, ce qui incita la Gendarmerie à lancer un appel d'offres pour leur remplacement dès la fin 2010.
Après leur service, les 63 Impreza WRX ont subi des sorts très divers. Par exemple, une a été achetée aux enchères par Gruau, qui souhaitait conserver une trace de ce VRI particulier qui était passé entre leurs mains. Certaines ont été conservées par des musées, notamment par celui de la Gendarmerie Nationale regroupant les voitures de la BRI, d'autres ont été vendues aux enchères, roulante, non roulante ou accidentée, avec ou sans sérigraphie. À noter que quelques Impreza WRX ont fini pour pièces ou réformées voire en statut inconnu, sans que l'on sache ce qu'elles ont pu devenir ensuite.

#### Subaru impreza WRX STi modèle 7 à 9, nomenclature européenne

##### Subaru impreza wrx STi 7

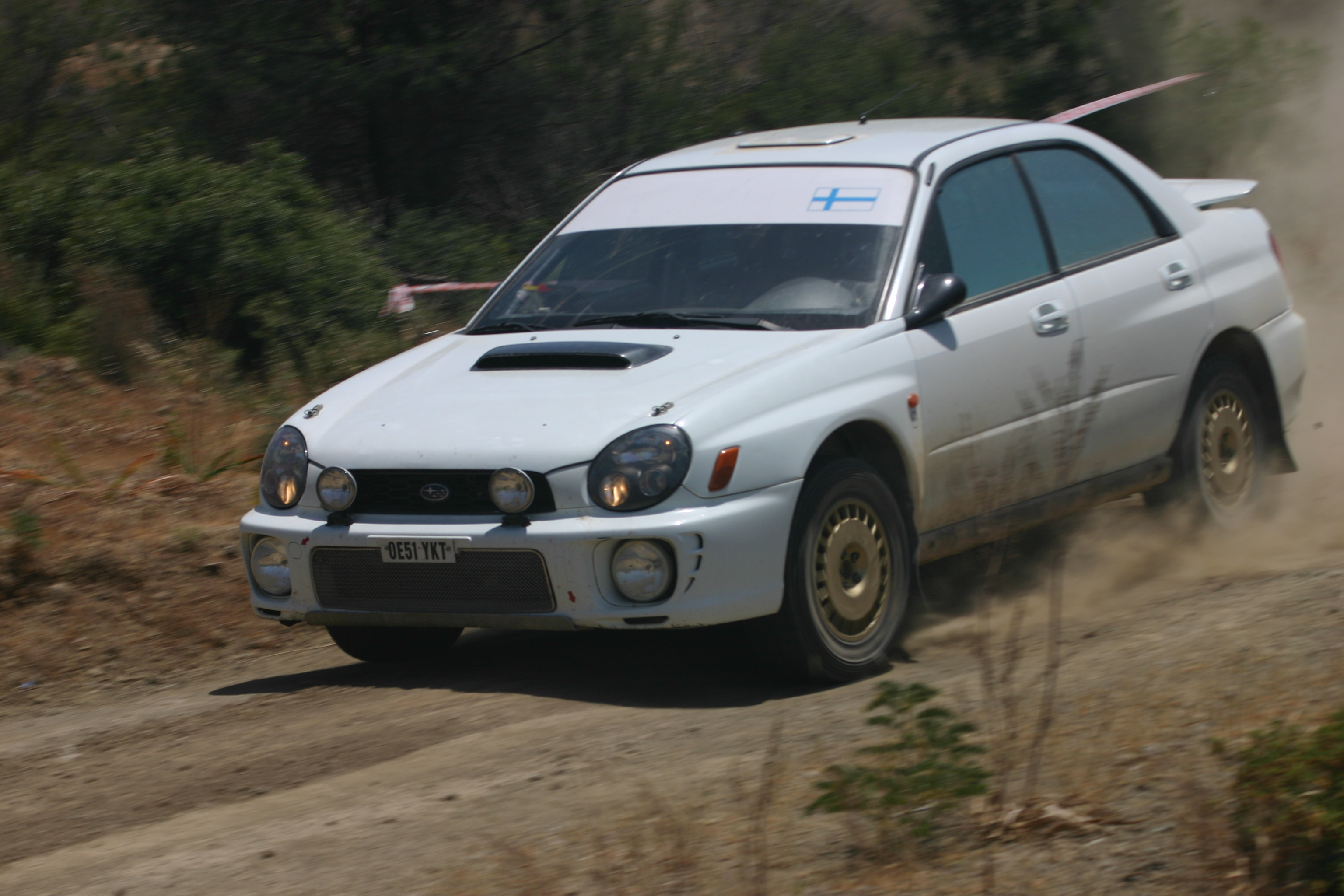
STi 2002

STi signifie Subaru Tecnica International.C'est la première STi à faire son apparition, les modèles STi existaient déjà sur les premières générations d'Impreza mais ne sont jamais sortis en Europe ou au Royaume-Uni. Ce sont les modèles les plus sportifs de la marque.
Moteur 2.0 turbo de 265 ch à 6 000 tr/min, 343 N m à 4 000 tr/min pour 1 470 kg, régime maximal 7 500 tr/min.
4x4 permanente, boîte manuelle à six rapports, pneumatiques 225/45 R 17, freinage Brembo, volant Momo. Cette version a pour particularité de proposer un kit Prodrive non pas d'améliorations moteur, mais esthétiques.
Pour le marché britannique, une version PPP pour Prodrive Performance Package était disponible. Elle disposait d'une reprogrammation de l'ECU par Prodrive, d'une pompe à essence gros débit, catalyseur sport et une durite en silicone. Cela a pour effet d'abaisser le 0 à 100 en 4,6s, augmenter le couple à 400 nm et la puissance à 305cv au même régime que la STI d'origine.
Performances : vitesse maximum 240 km/h et 0 à 100 km/h en 5,5 s.

##### Subaru impreza wrx STi 8

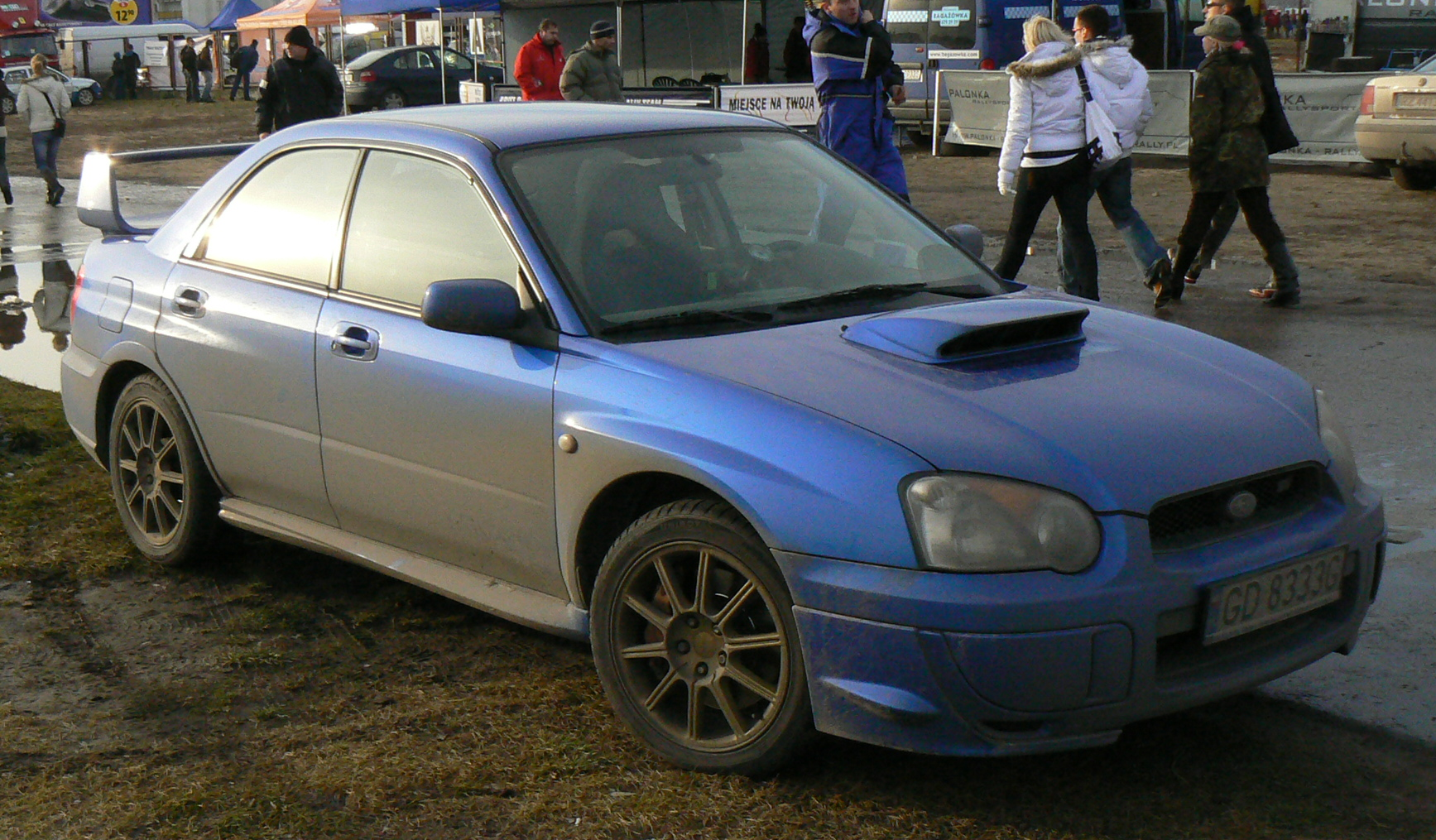
STi 2005

Seconde STI pour le marché français en 2003,
2.0 turbo de 265 ch à 6 000 tr/min, 336 N m à 4 000 tr/min pour 1 450 kg, régime maximal 7 500 tr/min.
4x4 permanente, boîte manuelle à six rapports, pneumatiques 225/45 R 17, freinage Brembo et notamment d'une gestion moteur différente (DENSO) qui n'était pas aboutie sur la STI7, l'aspect moteur étant quasiment identique entre les deux générations.

##### Subaru Impreza WRX STI 8.5
En 2005 le modèle est restylé, avec des nouvelles jantes, un intérieur mieux fini et quelques améliorations mécaniques.
Montage de plus gros moyeux de roues dès 2005 sur les STI: 
l'entr'axes passe à 5x114.3 mm pour remédier à la faiblesse notoire des moyeux en 5x100 mm utilisés jusque-là.
Performances : vitesse maxi 260 km/h et 0 à 100 km/h en 5,5 s.

##### Subaru impreza wrx STi 9

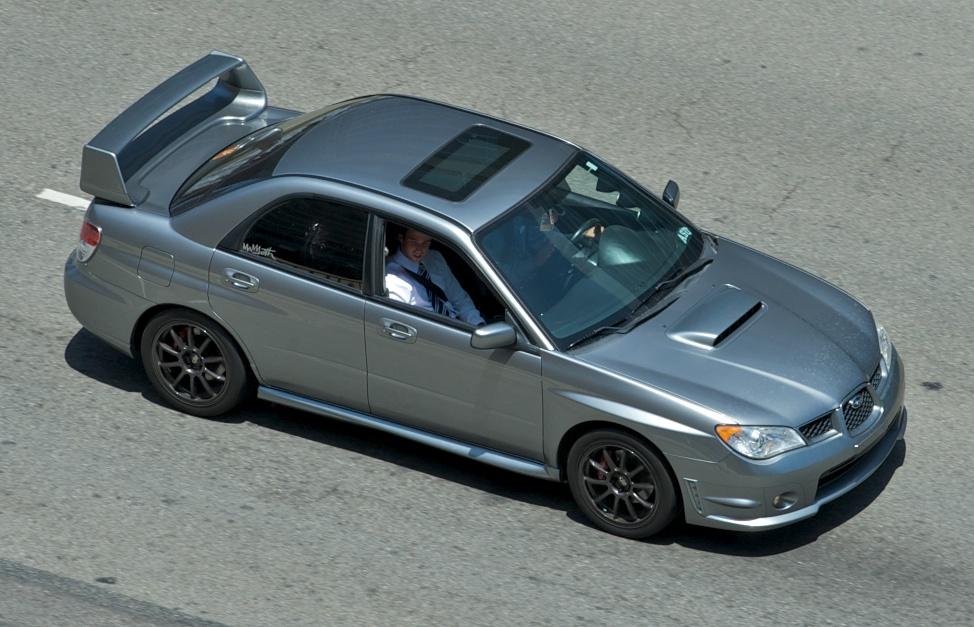
STi 2006

On passe à un 2.5 turbo de 280 ch à 5 600 tr/min et 392 N m à 4 000 tr/min pour 1 495 kg, régime maximal 7 250 tr/min.
La puissance de la Subaru impreza wrx sti 9 (Sti 2005 à sti 2007 modèle EJ25) est ainsi augmentée tout comme le couple. La cylindrée supérieure permet une plus faible pression du turbo et une augmentation de la fiabilité globale.
4x4 permanente, boîte manuelle à six vitesses, pneumatiques 225/45 R 17 Brigestone RE70 conçus spécialement pour la voiture, freinage Brembo, l'arrivée du DCCD (AV/AR) 41 % / 59 % à 50 % / 50 %.
Performances : vitesse maximum 260 km/h et 0 à 100 km/h en 5,4 s.

### Séries limitées

#### Série S
S202 (2002) Limitée à 400 exemplaires pour le Japon, la S202 est équipée d'un silencieux en titane, pneus Pirelli P-Zero, un aileron arrière en carbone STi, vitres électriques, verrouillage centralisé, air climatisé. L'Impreza STi S202 est proposée en 4 coloris jaune, blanc, bleu et vert très foncé. Moteur 4 cylindres 2 litres turbo de 320 ch à 6 400 tr/min et 384 N m à 4 400 tr/min pour 1 330 kg.
S203 (2004) Cette édition limitée Subaru Impreza S est fondée sur la WRX STi et destinée au marché japonais. La S203 est équipée d'un 2 litres turbo de 320 ch à 6 400 tr/min et 422 N m à 4 400 tr/min pour 1 445 kg.Performances : vitesse maximum 260 km/h et 0 à 100 km/h 4,4s.

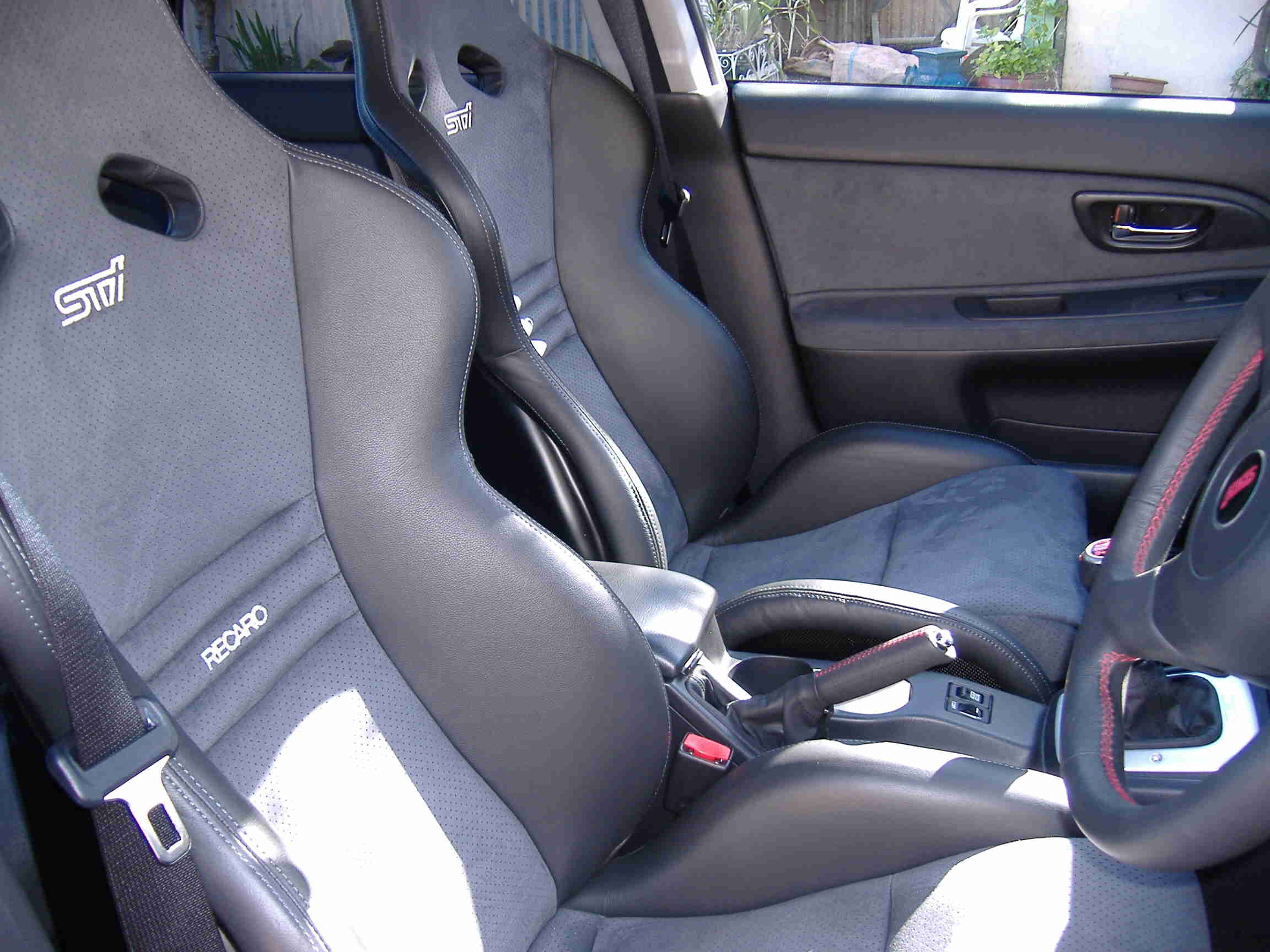
Baquet Recaro de la S204

S204 (2005) La S204 arrive au Japon à la fin 2005 en 600 exemplaires. Elle est basée sur la WRX STi et semblable à la S203. Elle supprime le spoiler de toit et a une grille de calandre différente du reste de la gamme Impreza.
La S204 dispose d'un EJ20 2 litres turbo de 320 ch à 6 400 tr/min et 432 N m à 4 400 tr/min pour 1 450 kg.
La suspension peut être décrite comme « rigide et amortisseurs de performance » avec la rigidité en torsion renforcée par l'inclusion d'éléments montés latéralement portant à la fois le logo STi et Yamaha. En virage, le résultat peut être qualifié de remarquable.
La S204 est équipée d'un aileron en fibre de carbone, de Pirelli P-Zero (Corsa) profil bas montés sur jantes BBS et de sièges Recaro.
Recaro a utilisé beaucoup de fibre de carbone dans la fabrication des sièges conducteur et passager avant de la S204. Ils sont considérés comme une caractéristique intégrale de la performance dans les virages de ce véhicule.

#### WRX STi Petter Solberg / WRX STi WR1Solberg Edition(2004)
Pour commémorer son titre de champion du monde des rallyes acquis par le pilote norvégien en 2003. Cette série prend le nom du pilote WRC de la marque Petter Solberg.
C'est la seule variante qui verra le jour au Royaume-Uni, en France, au Japon et quelques autres pays, disponible uniquement en couleur Ice Blue (bleu glacé), la base utilisée est la WRX en version STi, la plus aboutie.
Le moteur reste celui de la WRX STi 2003 type Europe un EJ20 265 ch, la grande différence de cette série tient à l'installation du DCCD et à la monte de pneumatiques spécifiques. Les Bridgestone Potenza RE 070 de 225/45 sont en effet chaussés sur des jantes de 17 pouces qui la rapprochent de la "vraie" WRC.
Elle fut commercialisée à environ 500 exemplaires pour le Royaume-Uni, 80 exemplaires pour la France, 47 exemplaires pour la Suède.
Une série limitée WRX STI équipées des mêmes éléments caractéristiques (en dehors de la couleur, qui conserve le célèbre bleu "Subaru") était commercialisée à 15 exemplaires pour l'Allemagne, 200 exemplaires pour l'Italie, 200 exemplaires pour l'Australie / Nouvelle-Zélande et 50 exemplaires en Suisse.
Performances : vitesse maximum 244 km/h et 0 à 100 km/h en 5,5 s.
Il existe en option une amélioration de l'édition Petter Solberg, il s'agit du Prodrive Performance Pack "PPP".
Un 2 litres turbo de 320 ch à 5 800 tr/min et 420 N m à 4 000 tr/min pour 1 470 kg. Elles sont équipées de ressorts WRX STi Prodrive, Pirelli P-Zero sur jantes Prodrive en 18 pouces, ligne d'échappement Prodrive, pompe à essence. Le prix était de £ 29 995.
Performances : vitesse maximum 250 km/h et 0 à 100 km/h en 4,25 s.

#### WRX STi Spec C Type RA-R (2006)

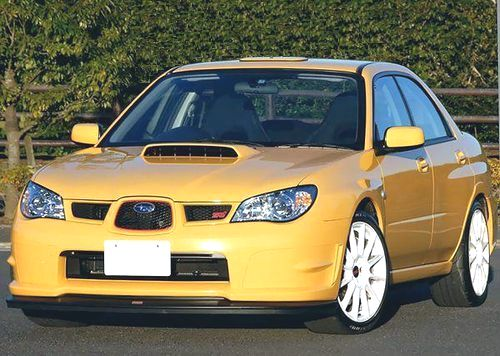
STI spec C type RA-R

Fin octobre 2006, 300 WRX STi Spec C Type RA-R sont disponibles à la commande dans les concessions japonaises.
Ces voitures sont basées sur la WRX STi Spec C 2005, elles sont équipées de jantes Enkei 18 pouces montées de Bridgestone Potenza RE070 (235/40R18), de suspensions STi, freins avant Brembo à 6 pistons. 4 couleurs jaune (50 exemplaires sur 300), blanc, bleu et rouge.
Le 2e R de RA-R signifie « Radical »
Le moteur produit 320 ch à 6 400 tr/min et 432 N m à 4 400 tr/min pour 1 390 kg.

#### RB320 (2007)

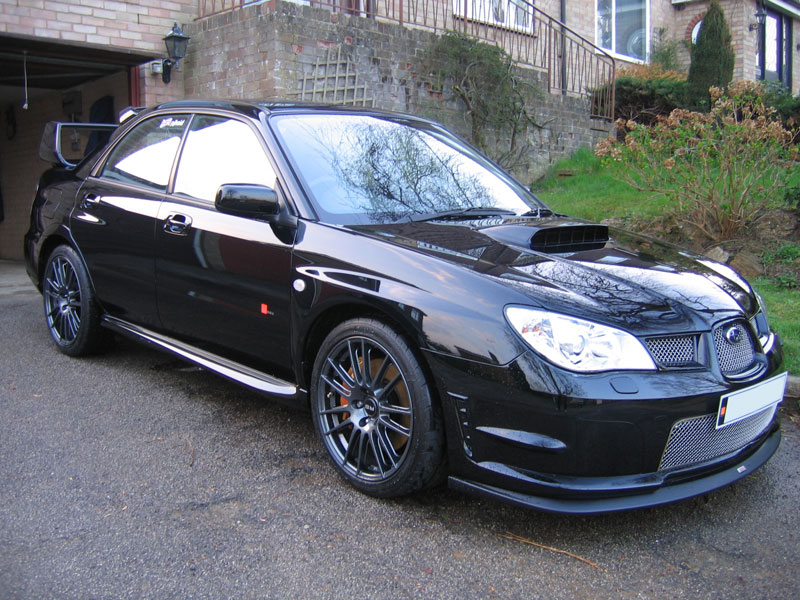
RB320

À la mémoire de Richard Burns décédé en 2005 en raison d'une tumeur au cerveau, disponible seulement en Obsidian Black (noir) et limitée à 320 voitures pour le Royaume-Uni.
Un 2,5 litres turbo de 320 ch à 6 000 tr/min et 450 N m à 3 700 tr/min pour 1 470 kg.
La suspension a été améliorée avec des ressorts Eibach, une barre stabilisatrice arrière Eibach et amortisseurs Bilstein.
Performances : vitesse maxi 250 km/h et 0 à 100 km/h en 4,8 s.

## Troisième génération: 2007 à 2011 (GE/GH/GR)
La dernière Subaru Impreza est présentée le 6 avril 2007 au salon de New York. Avec un style très différent de celui de la génération précédente, cette génération d'Impreza rentre dans les canons esthétiques européens tout en gardant un look spécifique qui l'identifie clairement à la marque. Totalement nouvelle, elle est réalisée sur la base d'un châssis en acier à haute tension qui améliore le confort et la rigidité tout en réduisant le poids global, tandis que son empattement plus long augmente le dynamisme, la facilité et le plaisir de conduite. Subaru améliore aussi le Driver Control Centre Differential (DCCD).
Au Japon, l'Impreza est commercialisée en version 1,5 et 2 litres en quatre ou cinq portes et boîte manuelle ou automatique. La WRX STi conserve un moteur 2 L turbo mais n'est disponible qu'en version hatchback (cinq portes). En Europe, elle est proposée avec deux motorisations essence, un 2 L de 150 ch et un nouveau 2,5 litres turbo pour la version WRX STi qui, comme au Japon, n'est disponible qu'en version cinq-portes.
La WRX n'est plus commercialisée en Europe, elle est réservée au marché nord-américain et fait simplement l'objet d'une série limitée sur l'ancien continent. Elle est propulsée par un moteur Boxer Subaru turbo de 2,5 litres développant 265 ch, couplé à une transmission manuelle à cinq rapports. Ce moteur efficace développe 244 lb-pi (pied-livre) soit environ 331 N m de couple à 4 000 tr/min. La WRX fait l’objet d’une amélioration continue depuis son introduction. Par exemple, le modèle 2009 s’était vu greffer un moteur de 265 ch en plus de subir un remaniement majeur du châssis.
Depuis janvier 2009, l'Impreza est également proposée en Europe avec un moteur boxer Diesel quatre-cylindres de 1 998 cm3, turbocompresseur, deux ACT, 16 soupapes. Celui-ci développait initialement 180cv, mais sa puissance fut bridée pour les normes d'émissions et de consommation européennes. Résultat, l'Impreza diesel développe 150 ch à 3 600 tr/min et 350 N m. Le premier prototype du Boxer Diesel fut achevé dès 2004. En novembre 2004, un modèle d’essai fut testé sur banc.
Courant 2010 au Japon, la Spec-C basé sur la STi 2008 et la première variante de la troisième génération la R205 font leur apparition. Quelques mois plus tard, c'est au tour de la nouvelle Impreza toujours en 1,5 et 2 L essence et disponibles en quatre ou cinq-portes, boîte manuelle ou automatique. On note aussi l'arrivée d'une variante crossover, l'Impreza XV, disponible en 1,5 L boîte manuelle ou automatique et 2 L à boîte manuelle. Ainsi que le grand retour de l'Impreza WRX STi proposée en quatre ou cinq-portes toujours équipée d'un moteur de 2 L turbo, ainsi que la version WRX STi A-Line équipée d'un 2,5 litres turbo couplé à une boîte séquentielle.
Peu de temps après le Japon, la nouvelle Impreza débarque en Amérique du Nord en 2,5 litres, parmi elles la version Outback Sport (un équivalent de la version XV reprenant beaucoup plus du style du XV Concept de 2007 que du XV sortie ailleurs dans le monde). Et en versions WRX et WRX STi, les deux modèles sont proposés en quatre et cinq-portes et conservent des 2,5 litres turbo.

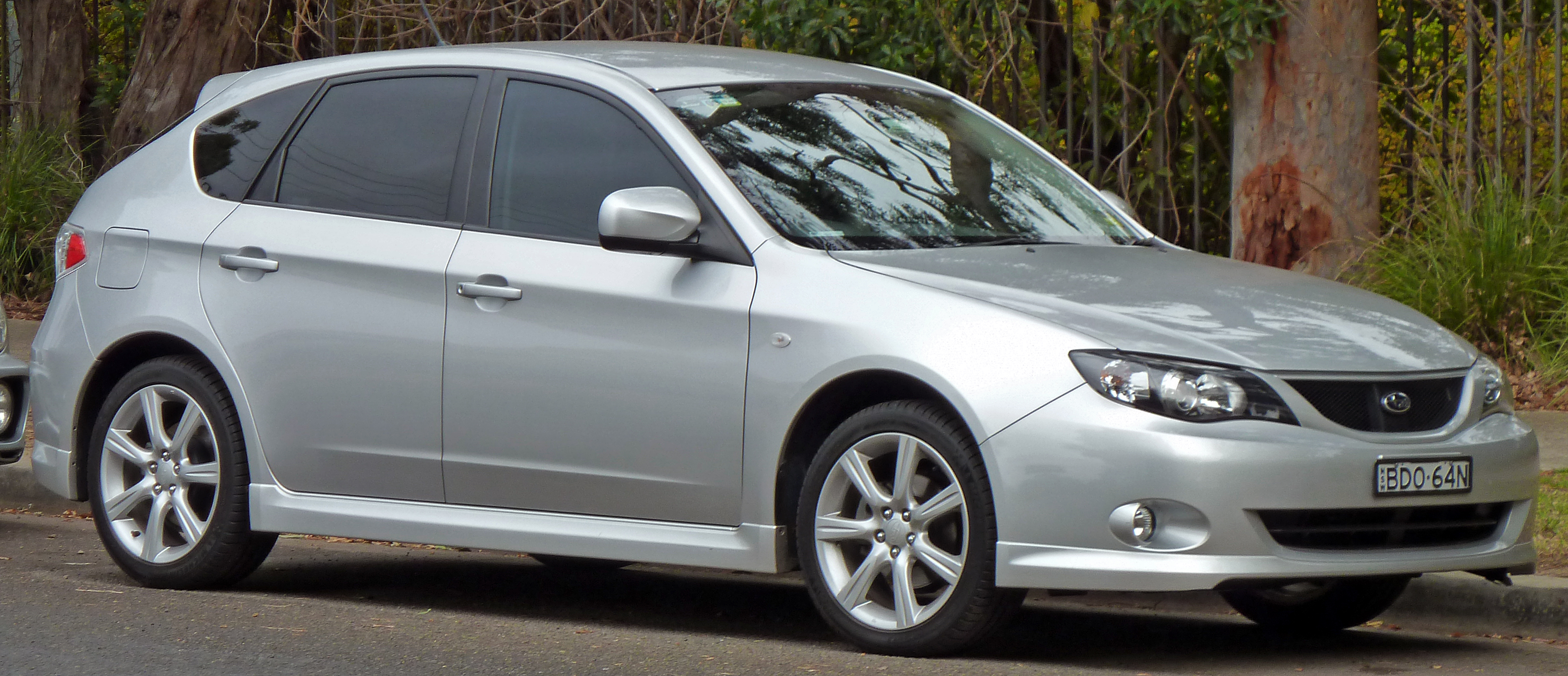
XV Concept (2007)
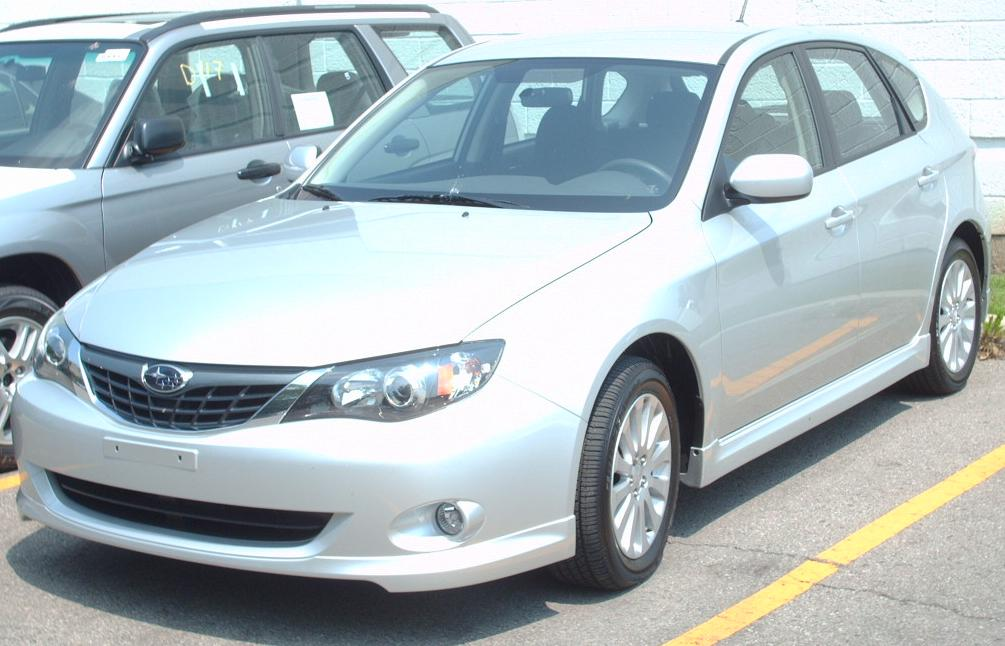
Subaru Impreza Sport (2008)
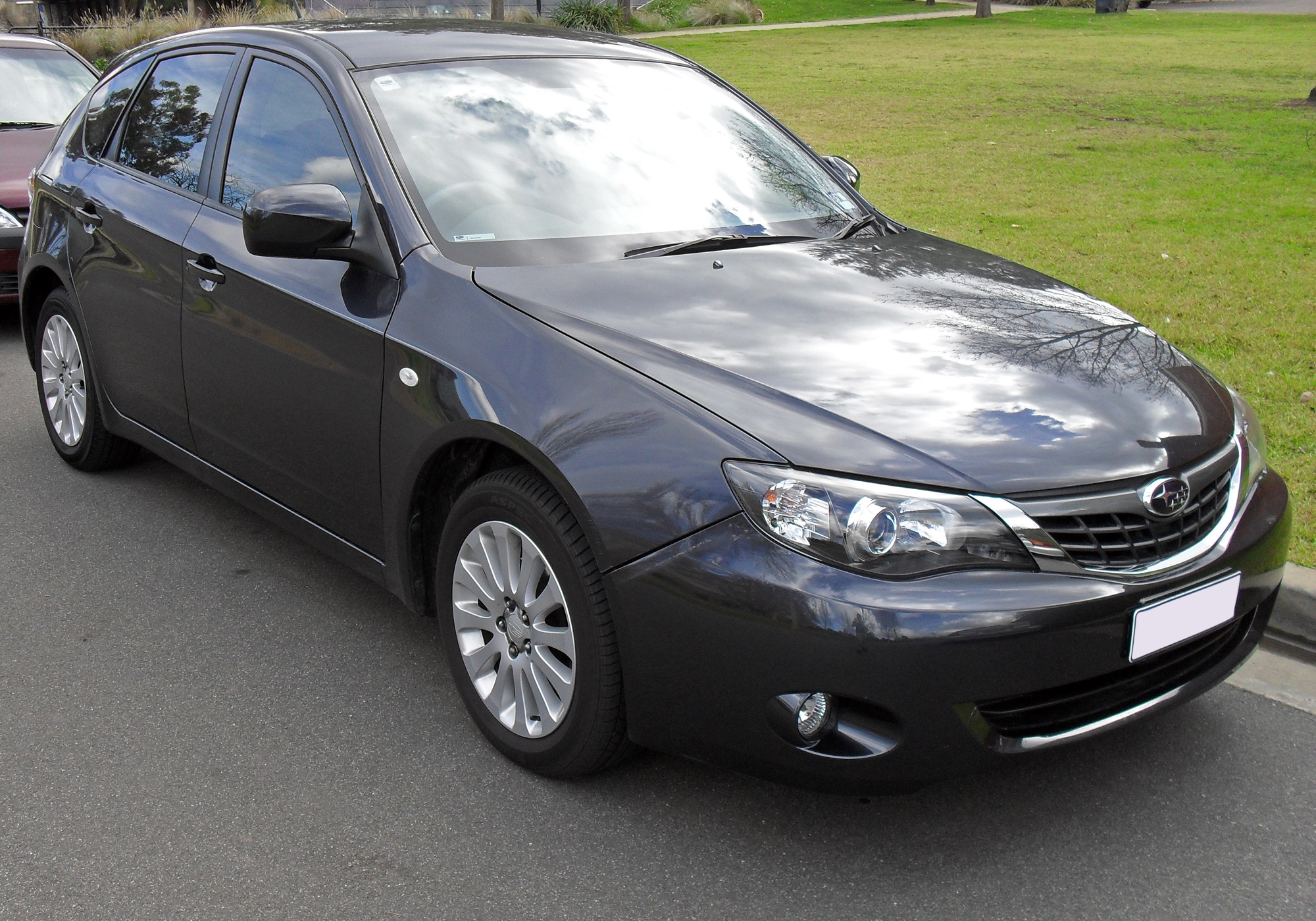
Subaru Impreza (2009)
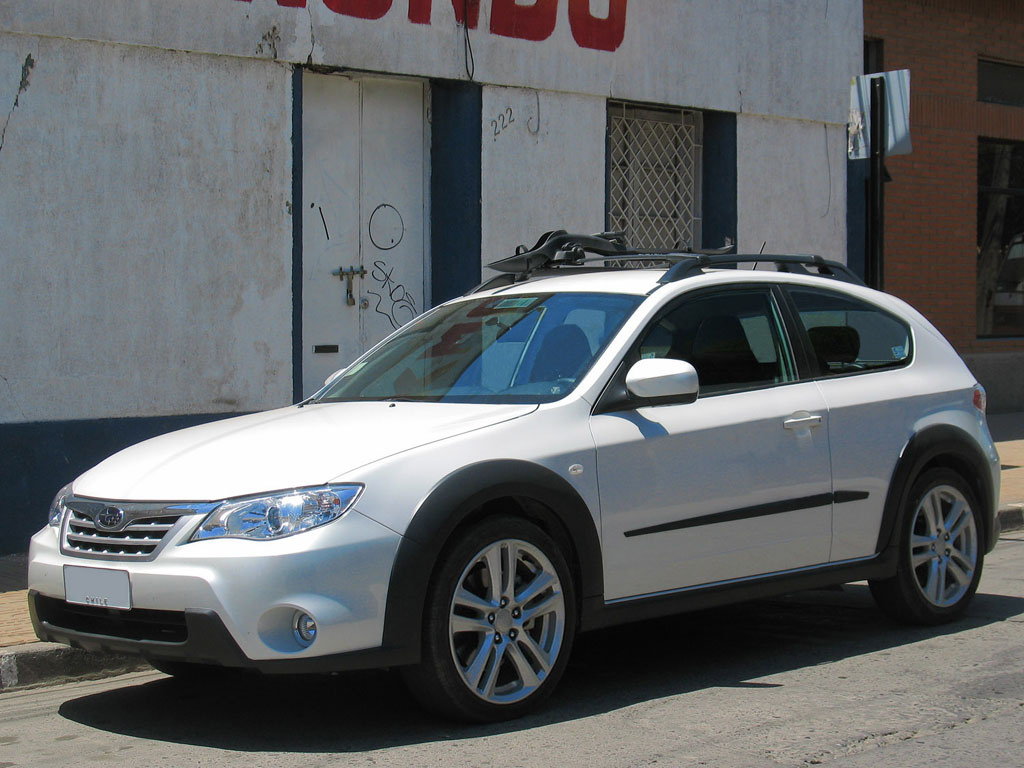
XV (Depuis 2010)

### Dernière Impreza Outback Sport
Subaru va lancé en Amérique du Nord la nouvelle génération de la version Outback Sport en 2007 pour l'année modèle 2008 basée sur la troisième génération d'Impreza. Cette fois-ci, avec l'absence de la version Break/Wagon, ce modèle est basé sur la version à hayon.

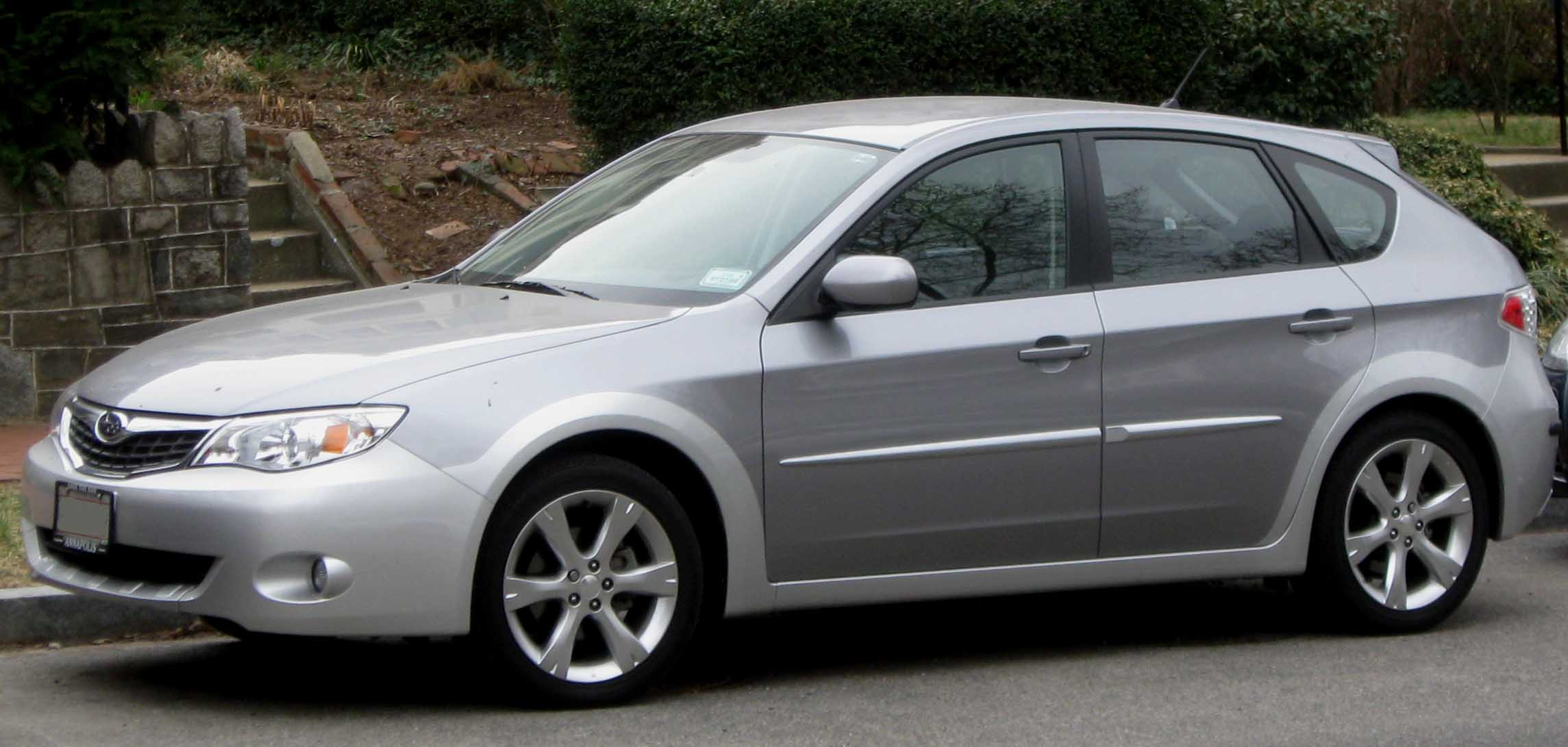
Subaru Impreza Outback Sport ou Impreza XV en Europe.

Dans le même temps, Subaru a présenté la toute première version de l'Impreza XV exclusivement pour le marché européen au Salon de l'automobile de Genève 2010. Le XV a adopté les mêmes modifications que celles apportées pour la version Nord américaine de l'Outback Sport, mais la version XV a utilisé les moteurs turbodiesel EE20 de 2,0 litres ou EJ20 de 2,0 litres disponibles dans d'autres variantes européennes de l'Impreza.
En Australie, la Impreza RV a été remplacé par le nom Impreza XV pour un début d'uniformisation de se modèle qui ne se nomme jamais pareil en fonction de chaque marchés. Elle est équipée de l'EJ20 atmosphérique.
Elle est remplacée par la Subaru XV et le Crosstrek (le nom du XV en Amérique du Nord) en 2011.

### Dernière Impreza WRX et WRX STI

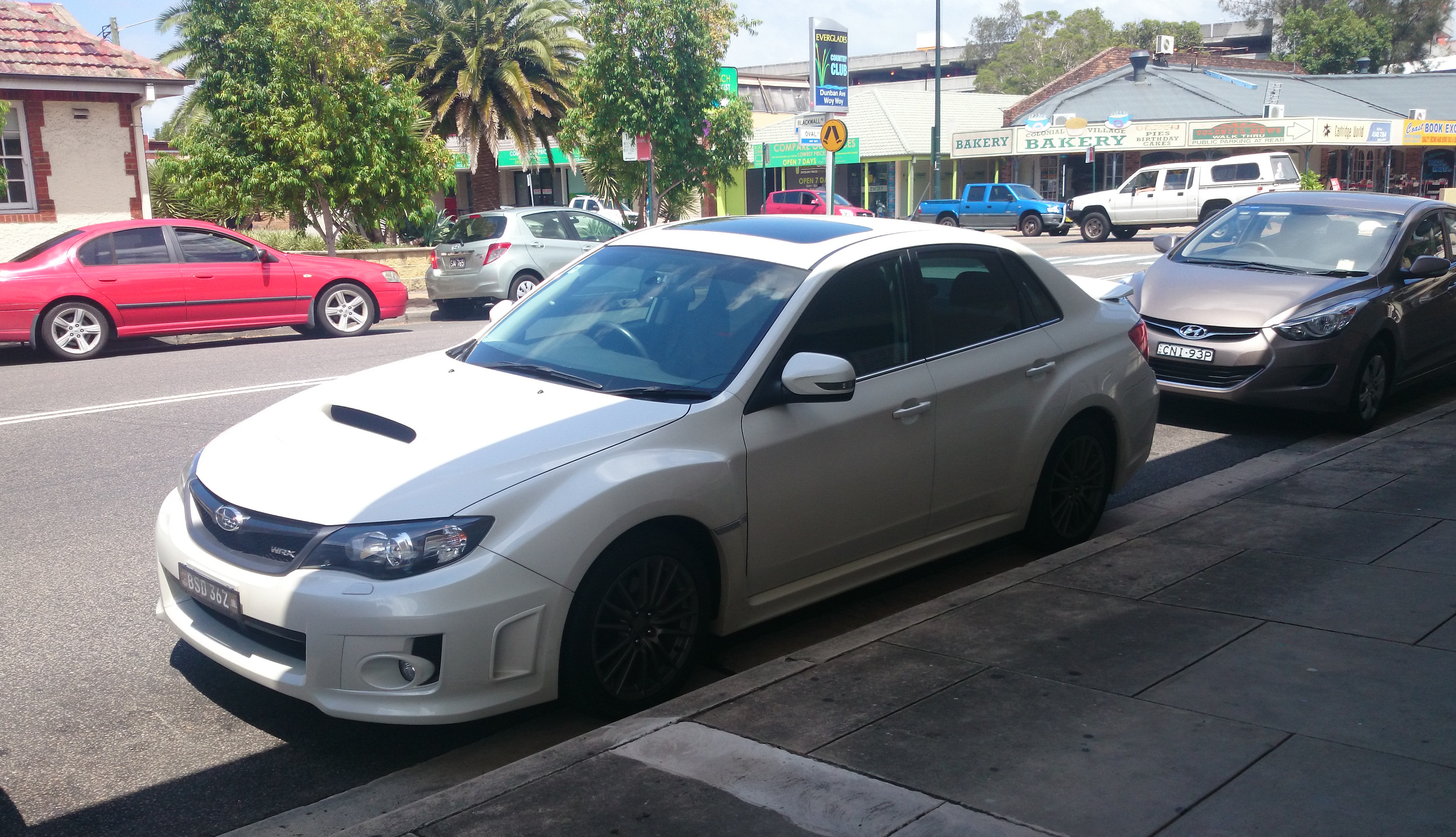
Version Berline restylé de la troisième génération de Impreza WRX STi

La Subaru Impreza WRX et Subaru Impreza WRX STI de 2008 à 2014, est la version sportive et de performance basée sur la troisième génération d'Impreza. Elle sera vendue jusqu'en 2014 contrairement à l'Impreza qui sera remplacée dès 2012.
Il s'agit de l'unique génération à être proposé en version à hayon en plus de la traditionnelle berline et non au format Break/Wagon. La WRX sera proposé en version automatique et manuelle tandis que la WRX STI ne conservera que la boite mécanique en plus de sa console de gestion du différentiel.
Pour cette génération Subaru a entièrement retravaillé le modèle. La Impreza devient plus conventionnelle, mais également la WRX. Qui ne diffère de la Impreza la plus haut de gamme que par des détails mineurs, notamment son entrée d'air sur le capot moteur. Seule la WRX STI gardait une sportivité très marquée (carrosserie élargit, 4 sorties d'échappement, plus basse) mais restera indisponible en berline jusqu'au restylage.
La critique fut cinglante pour Subaru, qui dès l'année suivante retravaillait sa WRX en Hatchback et en Berline pour le millésime 2009. Au menu : Nouvelle calandre plus agressive, les jantes colorées en gris charcoal et le becquet inclus de série. L'habitacle gagne en qualité, retrait de plastique pour un style "aluminium" autour du levier de vitesses. Le moteur passe à 265 ch au lieu de 235.
En 2011, Subaru propose un restylage pour ses deux sportives dans le but de commencer la scission avec l'Impreza.
La Impreza WRX subit un profond changement puisque cette dernière récupère tous les éléments caractéristiques de la Impreza WRX STI de la première phase : la carrosserie et les jupes élargissent, une nouvelle calandre, de nouvelles jantes de 17 pouces, le design des sièges sont retravaillés avec une surpiqure rouge ainsi que l'inscription WRX sur les dossiers, les 4 sorties d'échappement sont également présentes. La présentation du tableau de bord est similaire à la version WRX STI hormis pour l'indicateur de vitesse et compte-tours et le SI-Drive n'est pas disponible sur la console centrale. La Impreza WRX STI quant à elle propose enfin une version Berline qui proposera même des performances et un équilibre légèrement meilleur que sa cousine hatchback.
En 2012 la nouvelle Impreza est disponible à la vente, mais pas la Impreza WRX et la Impreza WRX STI qui resteront au catalogue jusqu'en 2014 ou 2015 selon les régions du monde. La quatrième génération de WRX poursuivra la séparation du modèle qui sera pleinement effective pour la cinquième génération d'Impreza (2016) et de WRX (2022).

#### STi 2008

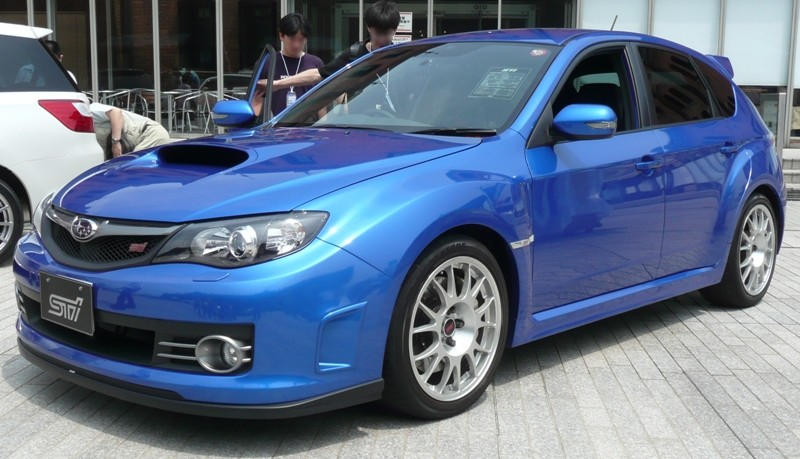
STi 2008

Nouveau look et 20 chevaux en plus que le modèle 2006 avec son moteur de 2,5 L turbo développant 305 ch à 6 000 tr/min et 407 N m à 4 000 tr/min pour 1 505 kg, régime maximal 6 700 tr/min.
4x4 permanente, boîte manuelle à six vitesses, jantes BBS, pneumatiques 245/40 R 18 Dunlop SP Sport600, freinage Brembo, sièges Recaro cuir et alcantara, ordinateur de bord tactile, GPS tactile couleur, lecteur DVD (son DTS), SI drive, régulateur de vitesse, Vehicle Dynamics Control (VDC, un système anti-patinage désactivable) ainsi que le DCCD qui est largement amélioré au niveau répartition (AV/AR) de 95 % / 5 % à 25 % / 75 % (niveau normal(AV/AR) 41 % / 59 %) et possède trois réglages auto.
Performances : vitesse maxi 250 km/h et 0 à 100 km/h en 4,8 s.

#### STi 2011
STi-S (4 portes) Subaru propose pour le marché français la version « sedan » (quatre portes) avec le DCCD, SI drive, régulateur de vitesse, Vehicle Dynamics Control, pneumatiques 245/40 R 18 Dunlop SP Sport600, freinage Brembo, sans ordinateur de bord ni GPS ni jantes BBS ni sièges Recaro. Ce modèle baptisé STi-S est, sans ces options, plus abordable en prix que fut la STi 2008. La voiture est toujours proposée dans sa traditionnelle couleur bleu mica mais la jante dorée est abandonnée.
La voiture est bien plus ferme que la STi 2008, les suspensions et leurs réglages sont en nette amélioration, ces réglages réduisent considérablement l'usure des pneus en conduite sportive par rapport aux anciennes STi. Les améliorations portent également sur le freinage, la boîte de vitesses avec un nouvel embrayage et des rapports plus serrés, la sonorité de l'échappement surtout à bas régime, ainsi qu'un défaut non négligeable des anciens 2,5 litres turbo type Europe : le moteur arrive en effet moins vite au rupteur pour retrouver les sensations procurées par les 2 litres turbo. Il n'y aura que 80 exemplaires pour la France, Subaru a commencé à livrer quelques STi-S fin 2010.
Moteur 2,5 L turbo, 305 ch à 6 000 tr/min et 407 N m à 4 000 tr/min pour 1 505 kg, régime maximal : 6 700 tr/min.
Performances : vitesse maxi 255 km/h et 0 à 100 km/h en 4,8 s.
STi Club (5 portes) Le modèle hatchback toutes options avec en plus de la STi-S le démarrage sans clef, jantes BBS, sièges Recaro cuir et alcantara, ordinateur de bord tactile, GPS tactile couleur, lecteur DVD (son DTS).
Performances : vitesse maxi 250 km/h et 0 à 100 km/h en 4,8 s.

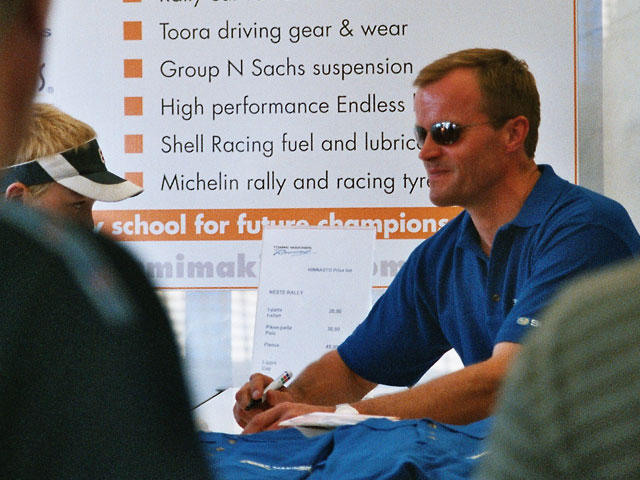
Tommi Mäkinen

Le 16 avril 2010 lors du Nürburgring Challenge 2010, le quadruple champion du monde des rallyes Tommi Mäkinen a pris entre ses mains la Subaru Impreza WRX STi 2010, quelques semaines avant sa sortie, sur le Nordschleife (20,832 km) pour un tour chronométré en 7 min 55 s. Le Finlandais détient ainsi le record du tour pour le constructeur. Le modèle utilisé était une WRX STi type japonaise, moteur de 2 L turbo développant 308 ch à 6 400 tr/min et 422 N m à 4 400 tr/min pour 1 490 kg, régime maximum 7 500 tr/min.
La voiture est plus connue en Europe sous le nom de STi 2011, la seule différence avec la version japonaise est le moteur de 2,5 L turbo, le reste de la technologie est identique.

### Séries limitées

#### R205 (2010)
Limitée à 400 exemplaires pour le Japon, l’Impreza R205 (« R » pour Road Sport), bénéficie de ce qui se fait de mieux en châssis et de moteur dans les ateliers de STi. Le quatre-cylindres développe 320 ch à 6 400 tr/min et 431 N m à 4 400 tr/min pour 1 470 kg.

#### CS 400 (2010)
La CS400 dispose d'un boxer de 2,5 litres développant 400 ch à 5 750 tr/min et 540 N m complètement revu et transformé par Cosworth :
pistons, bielles, joint de culasse, pompe à huile, gestion électronique, turbo, collecteur et ligne d’échappement.
Limitée à 75 exemplaires et réservée au marché du Royaume-Uni, elle était vendue 49 995 livres.
Performances : vitesse maxi 250 km/h et 0 à 100 km/h en 3,7 s.

## Quatrième génération: 2011 à 2016 (GP/GJ)

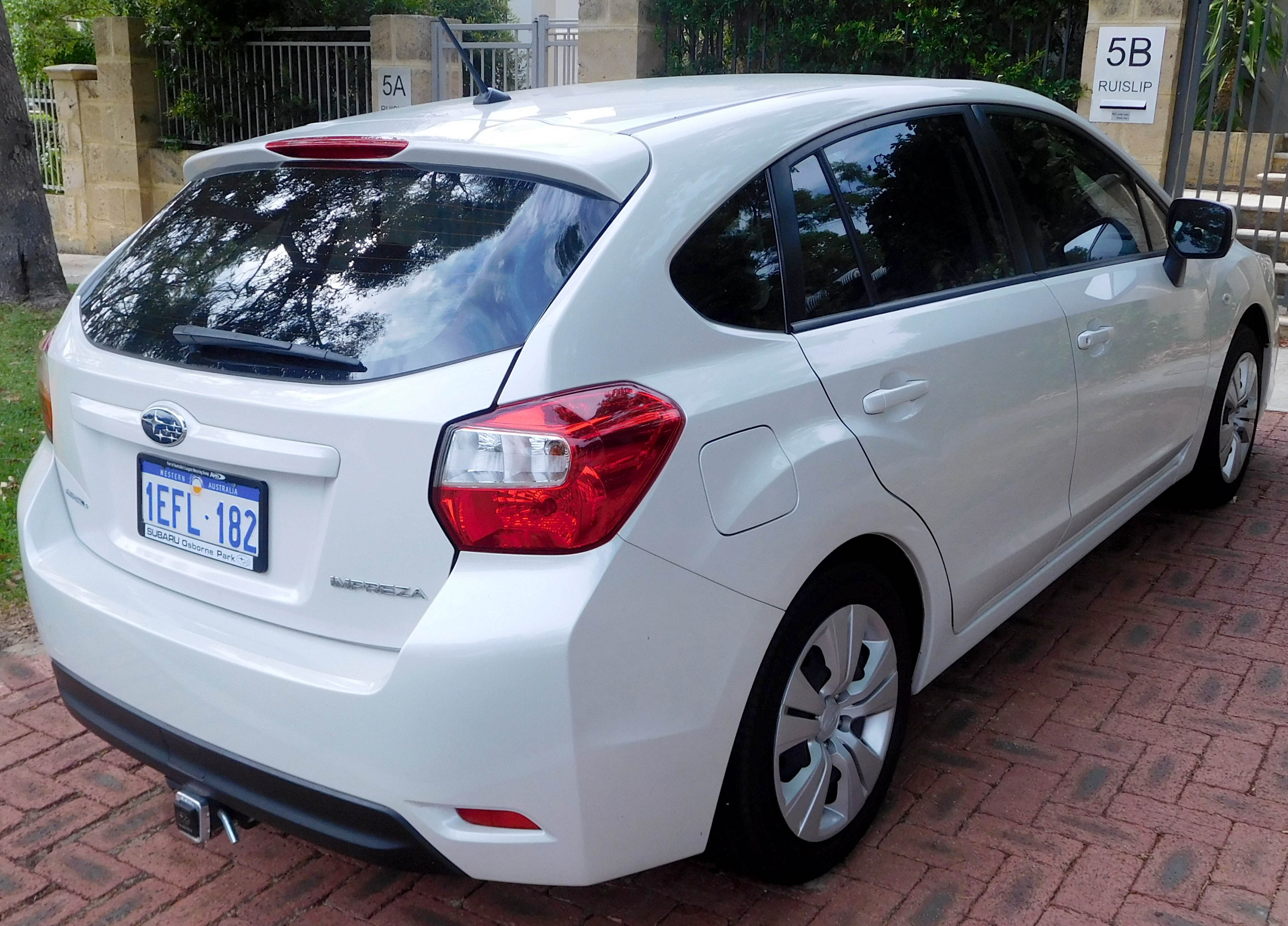
5 portes

L'Impreza de quatrième génération a été présentée au salon de New York en avril 2011. Son lancement commercial a eu lieu au Japon le 30 novembre 2011. Elle n'est disponible en Europe qu'avec la version WRX STi.
Elle marque une rupture très forte pour le nom "Impreza" puisqu'elle se sépare de tous ses sous-modèles qui deviennent indépendants ou semi-indépendants, dont la WRX (ce sera la dernière génération qui sera construite sur la même base, sans toutefois être dans la même gamme de modèle et sans partager le nom) et devient un modèle d'entrée de gamme devant plaire à un marché plus généraliste.
Ce choix a été fait devant les chiffres très rassurants de vente de la troisième génération qui étaient déjà allés dans le sens de la vente de masse. Subaru étant un petit constructeur, la catastrophe qu'aurait pu être la crise économique de 2008 a été en partie évitée grâce à la popularité de l'Impreza sur les marchés porteurs tels que l'Amérique du Nord ou le Japon.
Un choix judicieux puisqu'à partir de ce moment, Subaru va battre chaque année et jusqu'en 2020 ses records de vente grâce à son Impreza et sa XV / Crosstrek, issue de l'Impreza à hayon, qui deviendront les plus gros vendeurs de Subaru sur les principaux marchés. Le constructeur a parfaitement anticipé la popularité des VUS et des atouts majeurs de son modèle à hayon pour vendre du tout-terrain. La Crosstrek est désormais le plus gros vendeur de Subaru aux États-Unis et au Canada (qui convient parfaitement au hiver rigoureux du pays).
L'Impreza et la XV sont équipées d'un moteur 2 litres atmosphérique développant 148 ch, tandis que les WRX et WRX STi sont équipées respectivement d'un 2 litres et d'un 2,5 litres tous deux turbocompressés développant 268 ch et 310 ch.

### XV

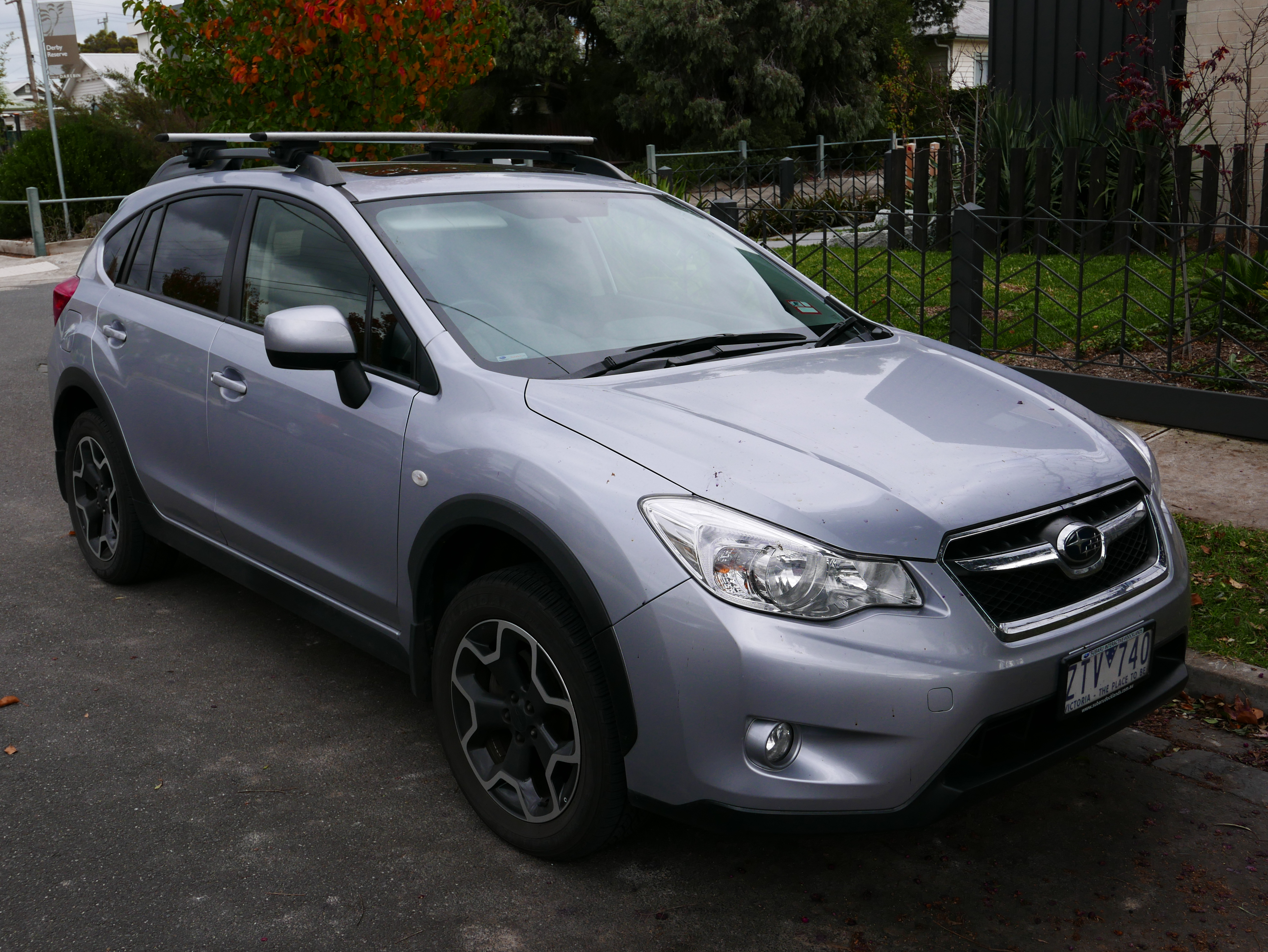
Subaru XV (GP)

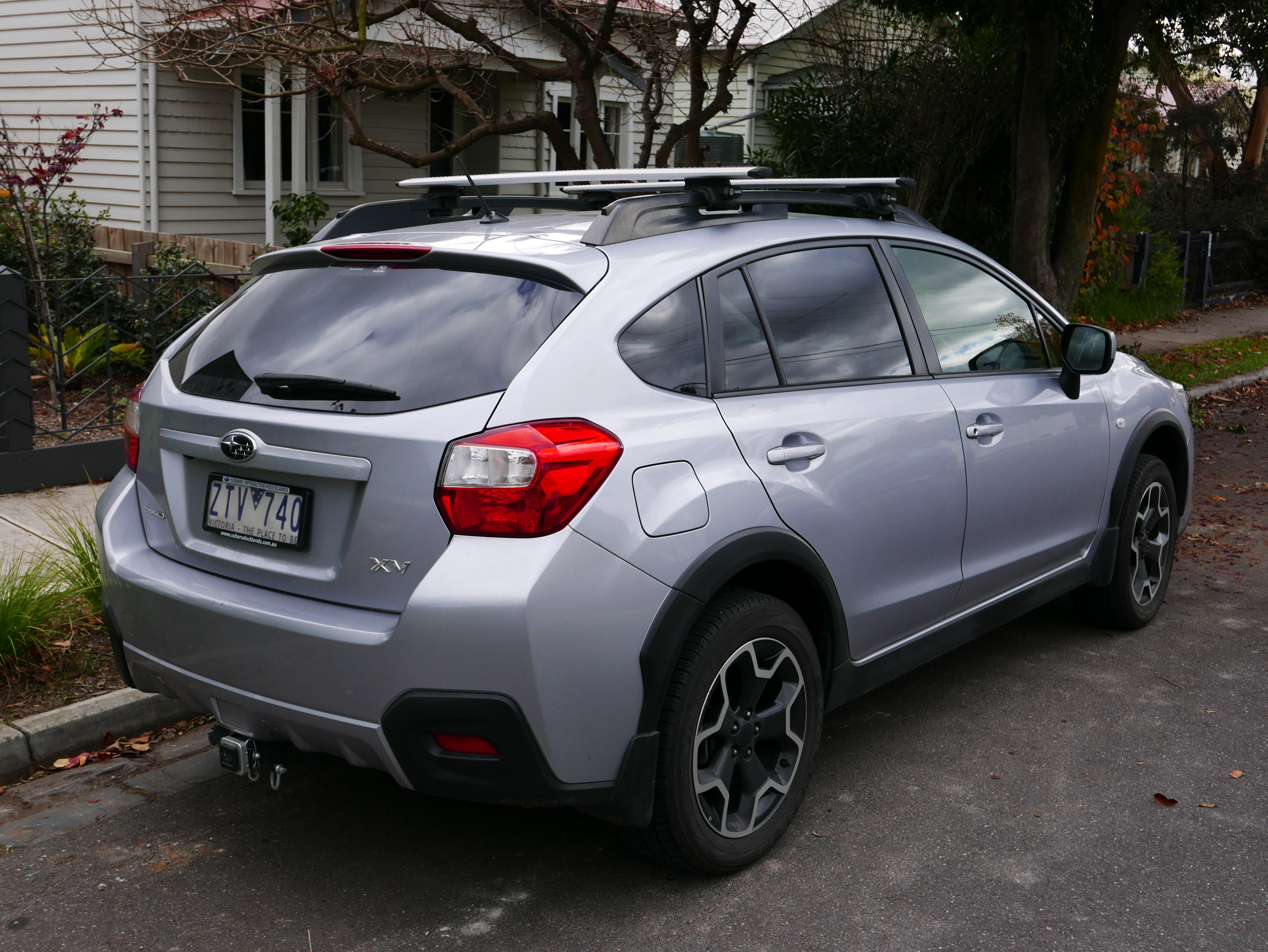
Subaru XV (GP)

La Subaru XV ou XV Crosstrek (USA et Canada) est une version baroudeuse de l'Impreza sortie en 2011 en même temps que la quatrième génération.
Tout comme pour la WRX, la XV / Crosstrek devient également autonome par rapport à l'Impreza. Contrairement à la WRX, elle continuera d'évoluer sur base d'Impreza à hayon sur le long terme en suivant les mêmes sauts de génération.

### WRX et WRX STI
La Subaru WRX revient avec la quatrième génération de l'Impreza sous une forme différente. Bien que cette génération soit encore basée sur la version Berline de l'Impreza 4 (elle sera la dernière à être basée sur une plateforme et un modèle précis d'Impreza). Elle se voit offrir un design plus agressif, supprime le nom Impreza et devient une gamme de modèle à part entière à son lancement en 2014.
Le moteur FA20 équipé dans les WRX remplace le EJ20 et EJ25 et intègre pour la première fois le "Twin Scroll" ainsi que l'injection directe, ce qui lui permet d'être plus poussif[Quoi ?] dès le début du compte-tours.

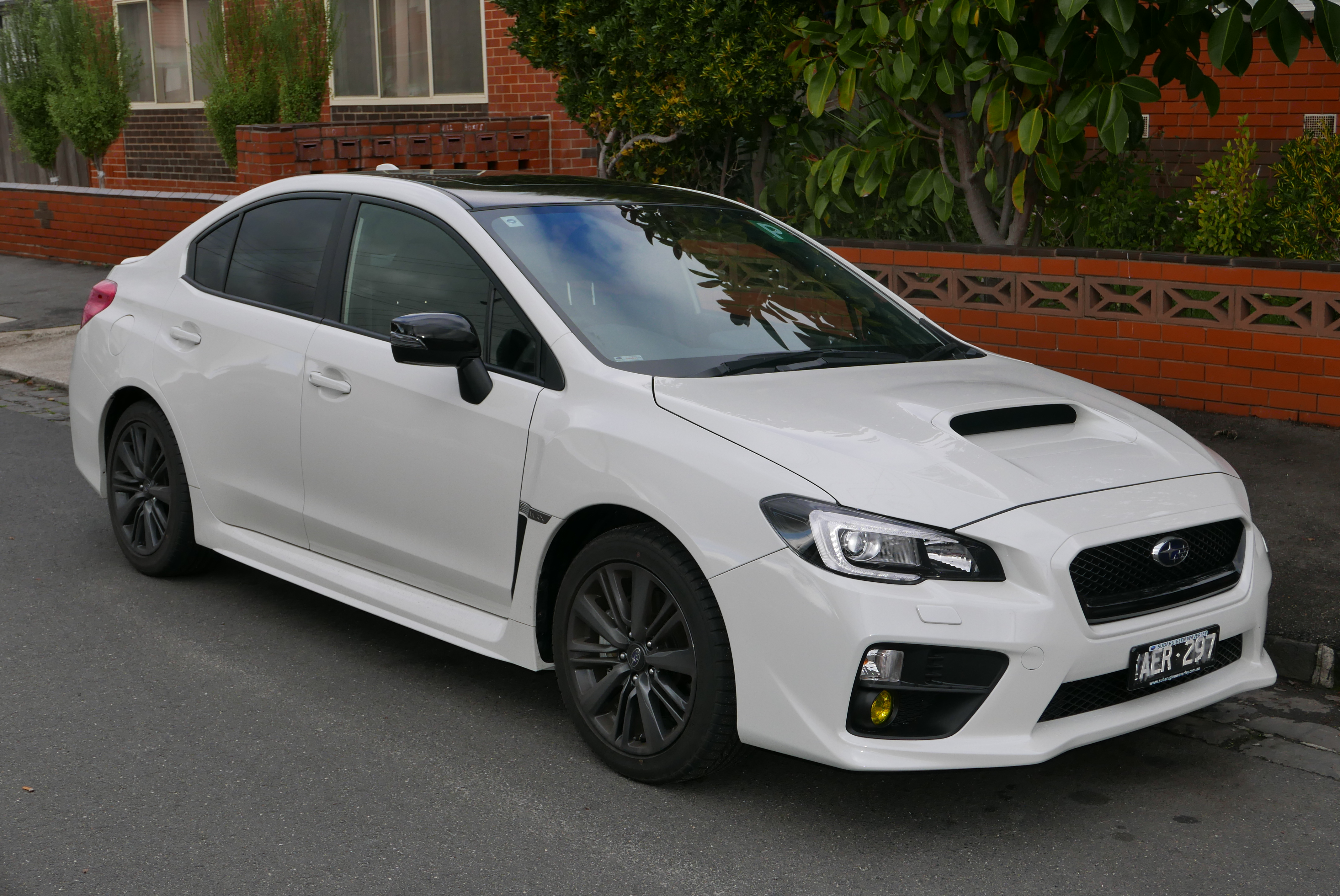
Subaru WRX (VA)

La Subaru WRX STI est basée sur la WRX mais conserve le vieillissant EJ25 au lieu de passer à la génération "FA". Cela lui permet toutefois de garder la sonorité très particulière et classique associée à Subaru.
La Subaru WRX a désormais une génération de retard sur la Impreza et sera restée en vente tout le long du parcours de la cinquième génération de cette dernière.

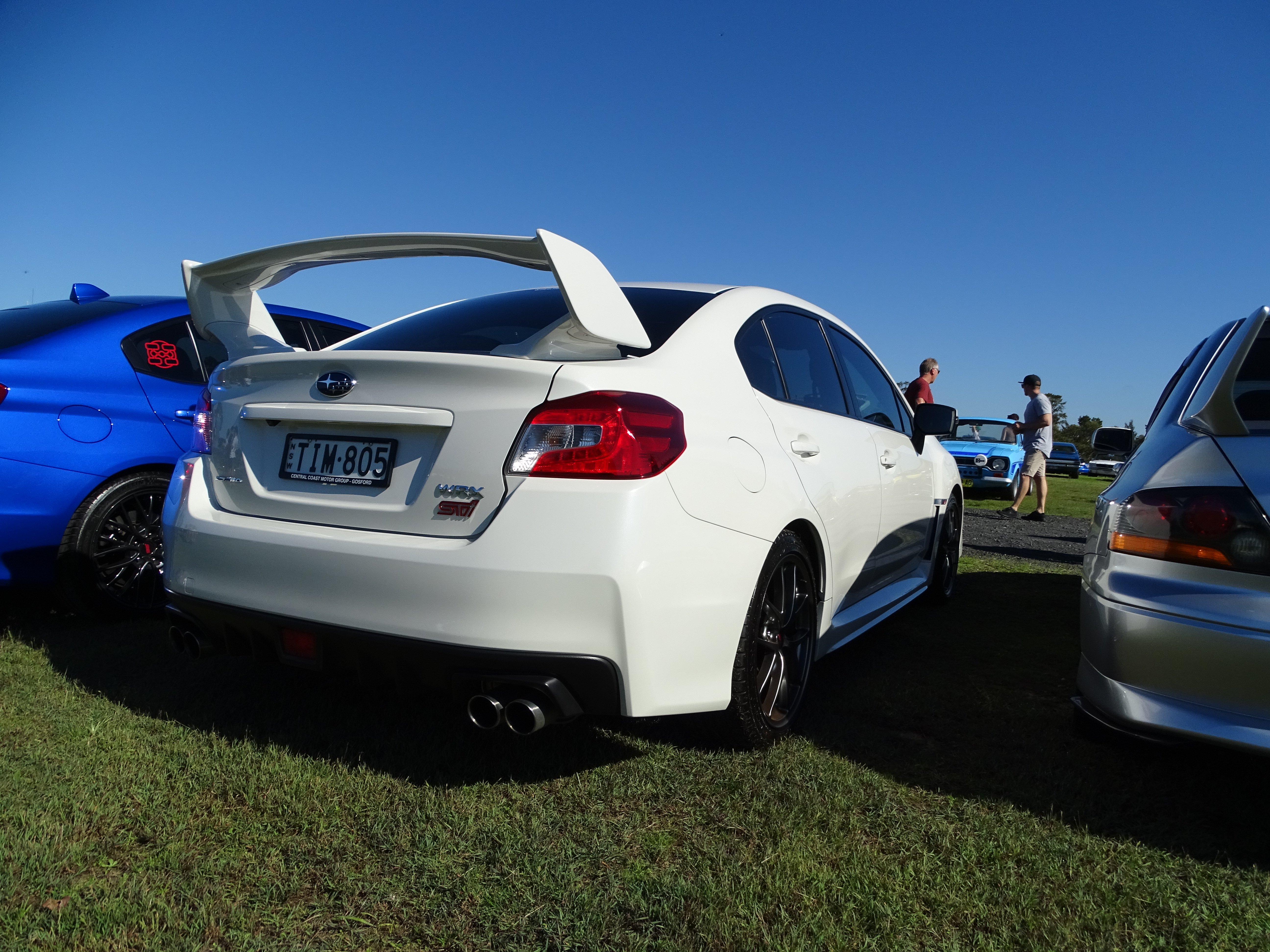
Subaru WRX STI - 4e génération

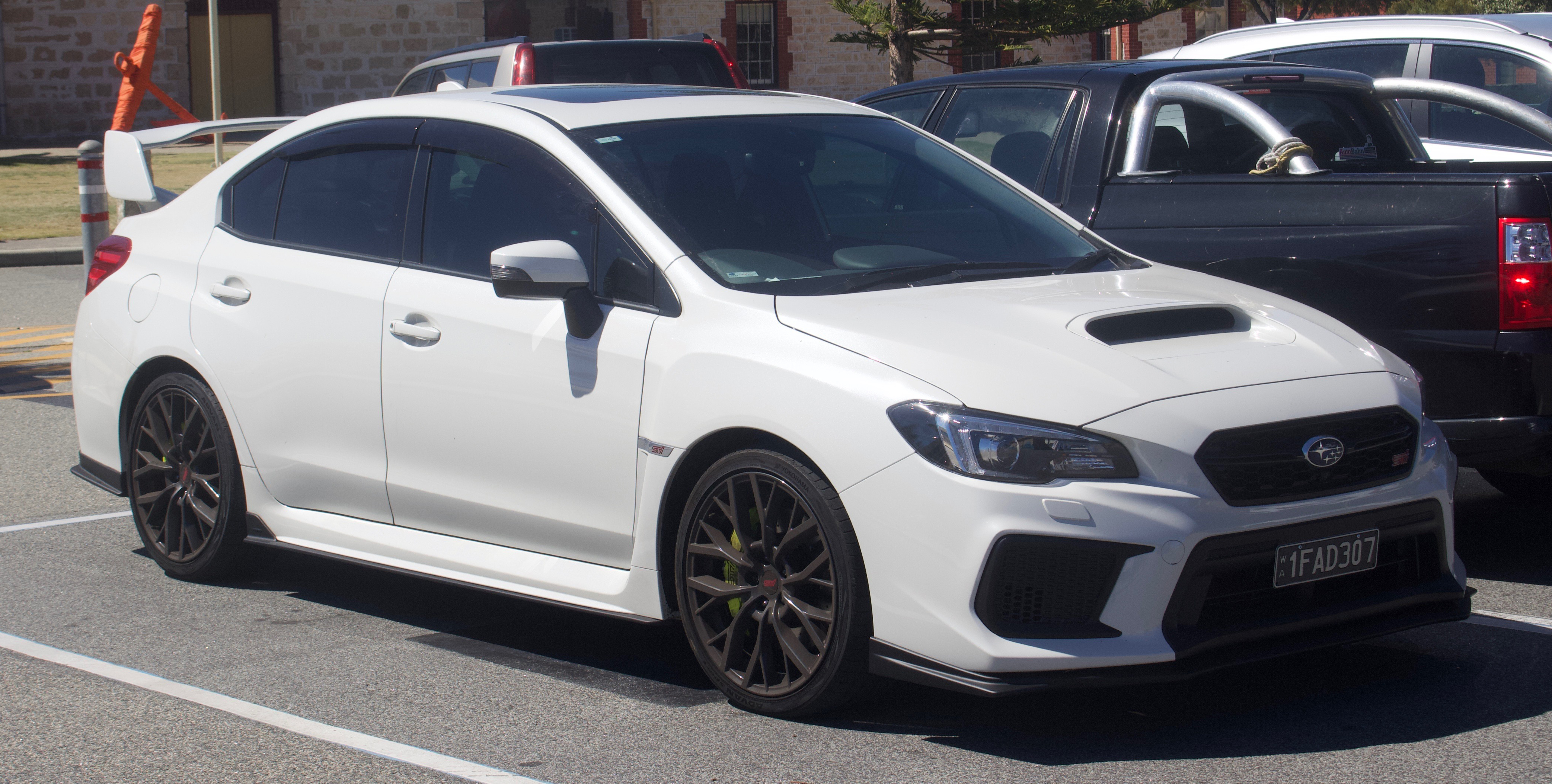
La Subaru WRX STI après son restylage de 2018

## Cinquième génération: 2016-2023 (GK/GT)

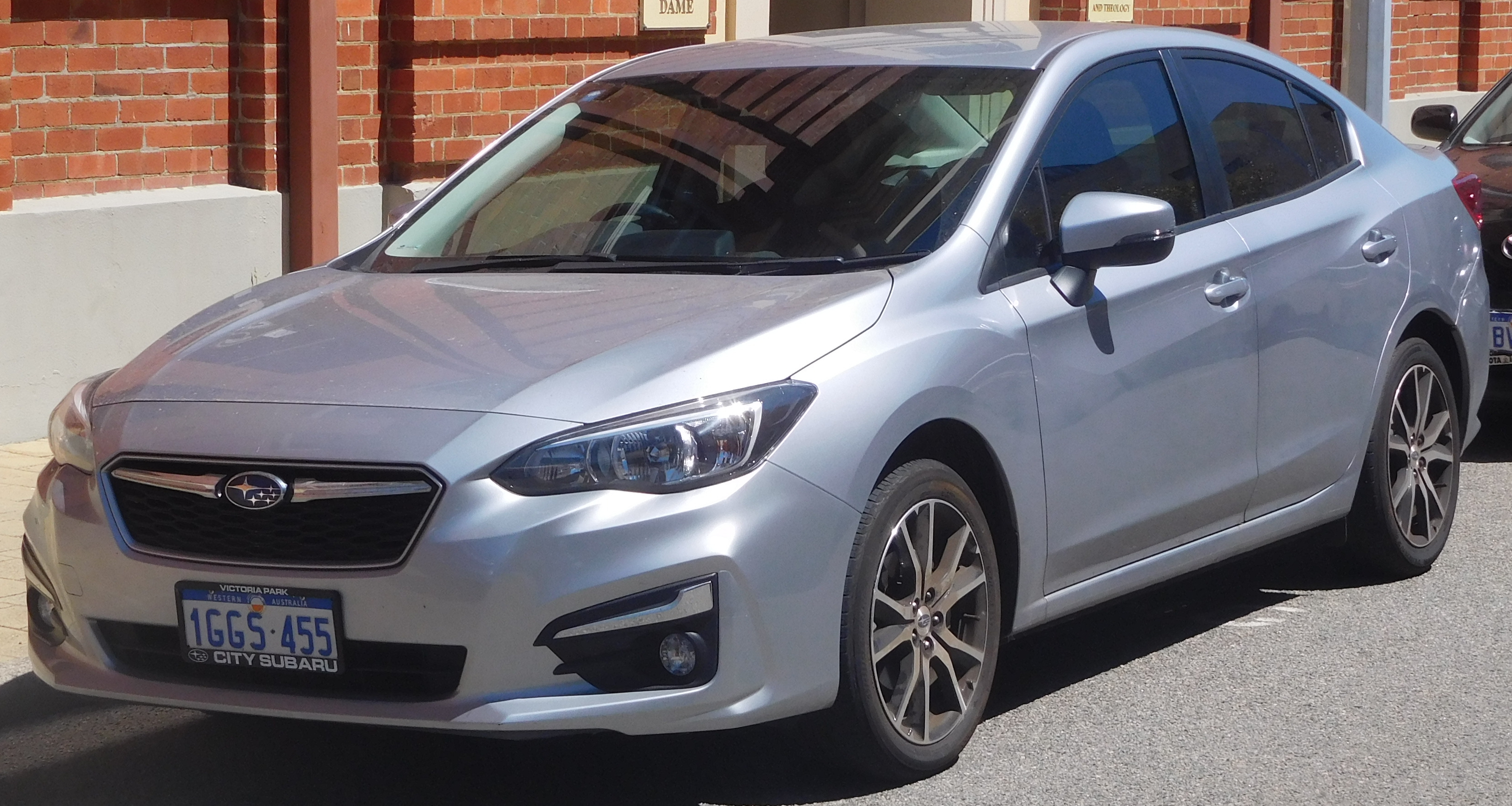
Subaru Impreza V Sedan

Subaru dévoile l'Impreza Sedan Concept au Salon de Los Angeles 2015 préfigurant les lignes de la cinquième génération de la Subaru Impreza prévue pour 2016. Elle donne aussi un avant-goût du futur style des modèles Subaru. Ce modèle est un renouveau et le tournant final vers la nouvelle version d'Impreza, orienté confort, luxe et technologie.
La version de série de l'Impreza V est dévoilée au Salon de l'automobile de New York 2016 avant d'être lancée fin 2016 au Japon et début 2017 aux États-Unis. Elle inaugure une nouvelle plate-forme modulaire nommée Subaru Global Platform qui servira aux futurs modèles de Subaru.
En septembre 2017, Subaru dévoile son Impreza Mk5 au Salon de Francfort 2017 en Europe, et fait son retour sur le Vieux Continent en étant commercialisée fin 2017. Elle se dote d'un système d'assistance à la conduite EyeSight et d'une alerte de franchissement de ligne.
Conforme au changement de catégorie du modèle, elle est la première et pour le moment, la seule, qui n'aura aucune déclinaison WRX / WRX STI ni de modèle sportif et performance. La Subaru WRX évoluant désormais séparée avec son propre design et génération complètement distincte (séparation commencée en 2012 et désormais complétée). La Subaru XV, reste basé sur la Impreza à hayon mais continue d'évoluer de son côté avec ses propres versions et éditions limités.
C'est également la dernière Impreza à être proposé en berline 4 portes. Le modèle à hayon ayant été plus populaire depuis 2008[réf. souhaitée], et permettant également d'uniformiser les coûts de production avec le Crosstrek.
Sa remplaçante de sixième génération est annoncée à Los Angeles le 17 novembre 2022.

### Phase 2
La version restylée de l'Impreza est présentée au Salon de l'automobile de Tokyo 2019.
Depuis février 2022, pour sa fin de carrière, seule l'Impreza e-Boxer est commercialisée sur le marché français.

### Impreza e-Boxer
La version hybride de l'Impreza est doté d'un moteur 2 litres atmosphérique à injection directe d’essence de 150 ch associé à un moteur électrique de 12,3 ch (16,7 ch) et 66 N m de couple alimenté par une batterie lithium-ion.

## Sixième génération: 2023-
Cette section ne s'appuie pas, ou pas assez, sur des sources secondaires ou tertiaires indépendantes du sujet.

Pour l'améliorer, ajoutez-en, ou placez des modèles {{Source secondaire souhaitée}} ou {{Source secondaire nécessaire}} sur les passages mal sourcés. (juin 2023)
C'est au salon de l'automobile de Los Angeles 2022, le 17 novembre, que Subaru dévoile la sixième génération d'Impreza, qui est commercialisée en 2023. L’Impreza de sixième génération bénéficie d’un redesign complet, d'une mise à jour des technologies multimédia, la proposition de motorisation plus performante que les deux dernières générations qui n'offre plus de turbocompresseur. Cette génération a pour objectif de mettre davantage l’accent sur la sportivité, la polyvalence et les compétences avec en nouveauté, une nouvelle version RS dotée d’un moteur d'une cylindrée de 2,5 L qui s'ajoute à la gamme. Elle comprend des éléments esthétiques exclusifs et quelques améliorations de comportement routier, ainsi qu'une version très haut de gamme issue de la Subaru WRX, nommé Sport-Tech.
Elle s'améliore également du côté de la technologie multimédia actualisée et un renforcement de la rigidité du châssis de 10%.
Subaru rend également hommage à la toute première Subaru Impreza qui a été annoncée 30 ans exactement auparavant au Salon de l’auto de Los Angeles en 1992, l’idée étant de se rappeler que ce modèle n'a pas changé dans son approche auprès de la clientèle, soit un véhicule qui propose un excellent rapport qualité-prix et la seule à l'époque à proposer de série la légendaire traction intégrale symétrique à prise constante de Subaru.
C'est également la première Subaru Impreza dans l'histoire qui ne sera pas proposée avec la boite manuelle de série ou en option. C'est aussi la première fois que le modèle ne sera pas proposé en format berline mais uniquement à hayon (apparu en 2008). Elle a également été annoncée après la Subaru Crosstrek de 3e génération, pourtant basée sur la Impreza de sixième génération. Preuve de l'envolée des ventes du VUS de Subaru, comparée à la traditionnelle voiture compacte.

### Motorisation
Les versions de base sont motorisées par le même 4 cylindres 2.0 L de 152 ch, identique depuis 2012 et la quatrième génération. Ce dernier n'a plus rien à prouver concernant la fiabilité. Toutefois, son caractère poussif est la cible de critiques depuis autant d'années. La boîte à variation continue nommée "Lineartronic" équipe de série toutes les versions.
C'est pourquoi la nouvelle Impreza RS et Impreza Sport-tech passent au moteur BOXER de 2,5 L, vu dans la Subaru Crosstrek depuis 2020, qui développe une puissance de 182 ch. Ces versions RS et Sport-tech, ainsi que la version "Tourisme" sont dotées d’un mode manuel à 8 rapports commandés par les palettes au volant et qui permettent au conducteur de simuler une boite type "DSG".
La Impreza de sixième génération reçoit la direction à crémaillère à assistance électronique à double pignon de la sportive Subaru WRX (VB) qui donne le ressenti d'une plus grande réactivité et d'un meilleur contrôle du véhicule.

### Retour d'une version RS
Alors que le mythique badge "GT" est de retour du côté de la WRX, Subaru annonce que la Impreza de sixième génération proposerait également le retour mais aussi une version différente de la sportivité que sa petite sœur WRX avec l'écusson "2.5 RS", qui a fait ses débuts en 1998 sur le premier modèle d'Impreza et qui restera d'actualité jusqu'en 2007 avant d'être remplacée par la Impreza Sport qui n'avait rien de plus impressionnant que le reste de la gamme hormis son esthétique et son niveau d'équipement. Le turbocompresseur restera réservé uniquement pour sa petite sœur, comme ce fut le cas à l'époque, puisque c'est la Impreza GT qui en possédait un et qui posera les bases de la WRX.
Outre le 2.5l de 182 ch, la Impreza RS se dote de garnitures extérieures exclusives, comprenant le badge RS sur les portes avant et l'arrière en dessous du nom du modèle, les roues en alliage de 18 po qui proviennent directement de la Subaru WRX 2022, une finition gris foncé sur la calandre, les déflecteurs latéraux et les rétroviseurs, des phares à DEL améliorés et des antibrouillards à DEL.
L’habitacle de la RS se distingue aussi par des garnitures intérieures plus foncées en similifibre de carbone, ainsi que par le retour de sièges avant plus sportif en tissu noir avec soutiens latéraux en tissu rouge et des tapis de sol ornés du logo RS. Enfin, la RS se caractérise par ses pédales en alliage d’aluminium également repris de la Subaru WRX.

## Sport automobile

### Subaru Impreza WRC

#### Championnat du monde des rallyes
L’histoire de l’Impreza dans le rallye débute en 1993. Elle a été introduite en championnat du monde des rallyes pour remplacer la Legacy qui obtint malgré tout deux victoires de fin de saison en 1994 (en Nouvelle-Zélande et en Grande-Bretagne avec Colin McRae, permettant à Subaru d'obtenir une inespérée place de vice-championne des marques pour cette saison) ; la Legacy fut une nouvelle et ultime fois victorieuse dans ces deux mêmes épreuves en 1995. Avec un empattement plus court, plus légère, et dotée du même moteur, la vivacité et l'agilité de l'Impreza sont en nette hausse par rapport à sa devancière.
L'homologation en Groupe A imposait de produire au moins 2 500 exemplaires d’un véhicule de série pour en extrapoler une version course. Pour cette raison, à l'instar d'autres constructeurs engagés, Subaru a développé une voiture de série très performante accessible à tout simple conducteur : moteur quatre-cylindres à plat turbocompressé, 2 litres de cylindrée, 16 soupapes et une transmission intégrale (50/50) permanente. Un mythe est né du fait du caractère particulier du moteur à plat dit « boxer ».
Subaru remporte trois fois le titre constructeur avec son Impreza en 1995 (555), 1996 (555) et 1997 (WRC) (2e en 1999, et huit fois troisième, en 1998, 2000, 2002, 2003, 2004 et 2006 (WRC), puis 2007 et 2008 (version WRT)) et trois fois le titre pilote en 1995 (Colin McRae, 2e en 1996), 2001 (Richard Burns, 2e en 1999 et 2000) et 2003 (Petter Solberg, 2e en 2002, 2004 et 2005), pour six places de vice-champions pilotes (McRae, Burns et Solberg). Les succès de Subaru en rallye ont eu des répercussions sur les ventes de l’Impreza qui représentent plus de 50 % des ventes de Subaru.

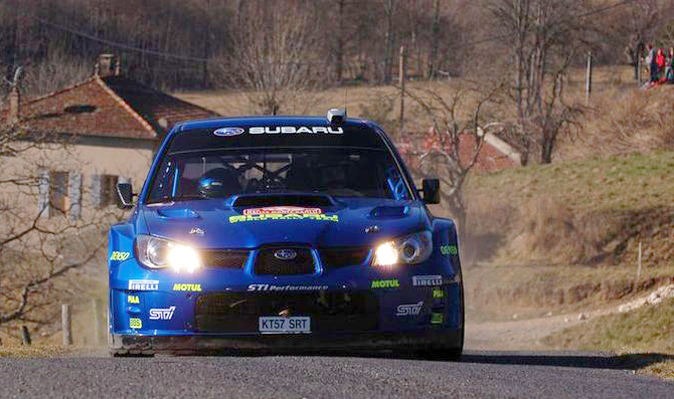
Au Monte-Carlo 2008 (Atkinson)

En 1997, l'Impreza est passée à la nouvelle règlementation World Rally Car du championnat du monde des rallyes, devenant la première voiture de ce type à remporter un rallye mondial (Rallye Monte-Carlo avec Piero Liatti).
L'Impreza a été alignée dans ces trois générations successives : GC/GF/GM (1993 à 2000), GD/GG (2001 à 2008) et finalement GE/GH/GR (2008). Après dix-neuf années de présence au plus haut niveau du rallye, Subaru World Rally Team se retire du championnat du monde à la fin de l'année 2008, en raison des résultats mitigés des dernières années et de contexte financier.

##### Victoires en WRC (46 au total)
- Version 555 (11) : Nouvelle-Zélande 1994 et 1995, Grande-Bretagne 1994 et 1995, Acropole 1994 et 1996, Monte-Carlo 1995, Portugal 1995, Catalogne 1995, 1996, Sanremo 1996 ;
- Version WRC (35) : Monte-Carlo 1997 et 2002, Suède 1997 et 2005, Safari 1997 et 2000, Corse 1997, 1998 et 2003, Nouvelle-Zélande 1997, 2001 et 2004, Sanremo 1997, Australie 1997, 1999 et 2003, Grande-Bretagne (7) 1997, 1999, 2000, 2002, 2003, 2004 et 2005, Portugal 1998 et 2000, Acropole 1998, 1999 et 2004, Argentine 1999 et 2000, Finlande 1999, Chypre 2003, Japon 2004, Sardaigne 2004, Mexique 2005.

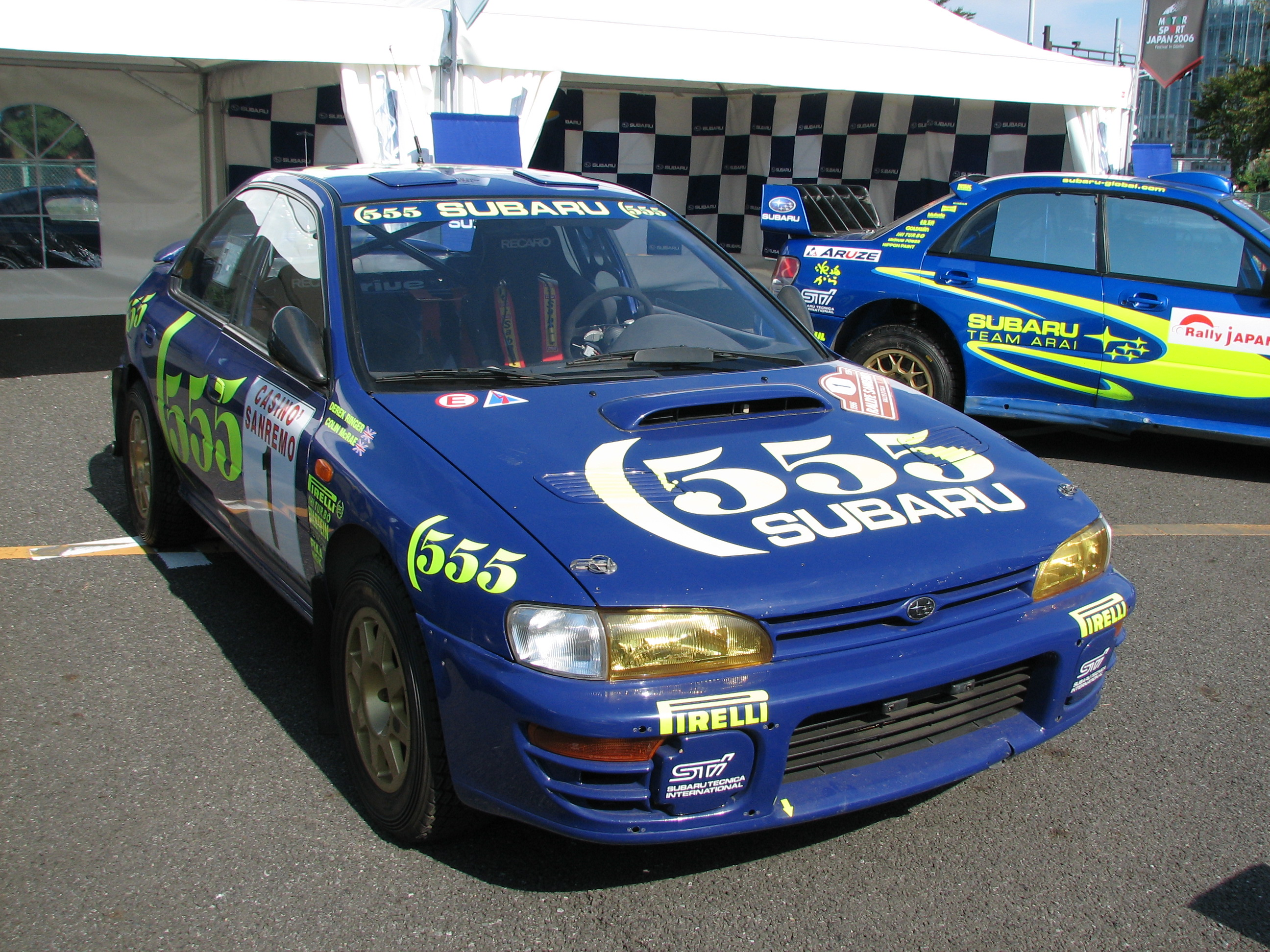
Impreza 555 Groupe A
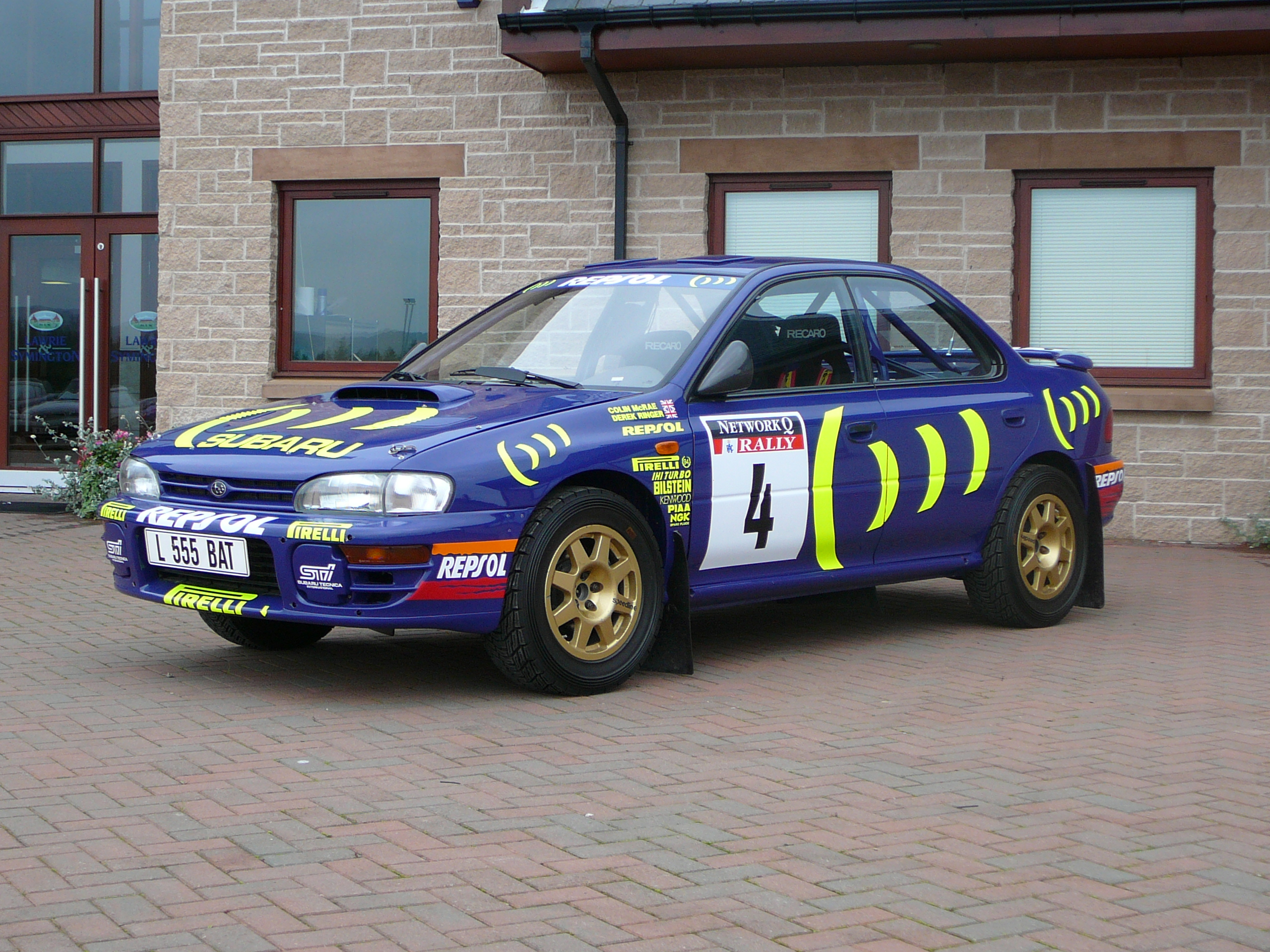
Subaru 1995 de McRae
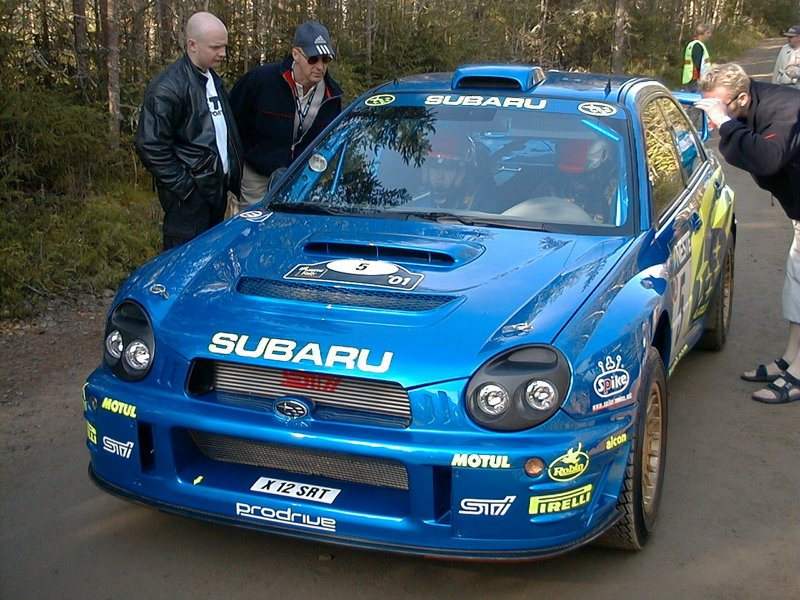
Subaru 2001 de Burns
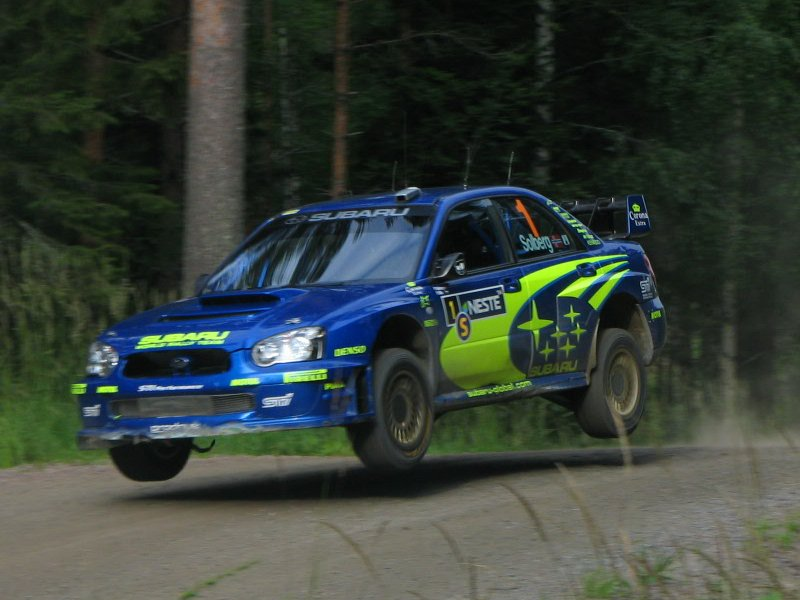
Subaru (ici 2004) de Solberg

#### Titres hors Championnat du monde
(ici exclusivement Impreza 555 et WRC, non comprises WRX, STi, et autres séries)
- Championnat d'Europe des rallyes: 1997 Krzysztof Hołowczyc (555) et 1998 Andrea Navarra (555) ;
- Championnat d'Asie-Pacifique des rallyes: 1994 Possum Bourne (555), 1996 et 1997 Kenneth Eriksson (555 puis WRC) (vice-champion 1995 avec C. McRae (555)) (près de dix victoires en APRC: Nouvelle-Zélande 1994 et 1995, Malaisie 1994 et 1996, Hong-Kong 1994, Australie 1994, Indonésie 1995, Nouvelle-Zélande 1997 et 1999, avec C. McRae, P. Bourne et K. Eriksson) ;
- Championnat d'Afrique des rallyes : 2000 Satwant Singh (555) ;
- Championnat du Moyen-Orient des rallyes : 2003 Nasser Saleh Al-Attiyah (WRC) ;
- Mitropa Rally Cup : 1996 Claudio De Cecco (555) ;
- Championnat d'Irlande des rallyes : 1996 Bertie Fisher (555), 2001 et 2002 Andrew Nesbitt (WRC), 2003 et 2004 Derek McGarrity (WRC), 2007 Eugene Donnelly (WRC), 2008 Eamonn Boland (WRC), 2011 Tim McNulty (WRC), 2012 Darren Gass (WRC) et 2013 Garry Jennings (WRC) ;
- Championnat de Turquie des rallyes : 1996 Zee Ohg (555) ;
- Championnat de Russie des rallyes : 1997 (555, et Legacy RS), 1998 (WRC) et 1999 (555) Sergey Uspenski, 2000 Aleksandr Potapov (WRC), et 2002 Aleksandr Lesnikov (WRC) ;
- Championnat de Grèce des rallyes : 1997 Áris Vovós (WRC), 1999 Ioannis Papadimitriou (WRC) et 2001 Áris Vovós (WRC) ;
- Championnat d'Italie des rallyes : 1997 Andrea Dallavilla (555) ;
- Championnat d'Espagne des rallyes terre : 1997 Pedro Diego (555) ;
- Championnat d'Allemagne des rallyes : 1998 et 1999 Armin Kremer (WRC) ;
- Championnat de Hongrie des rallyes : 1998 et 1999 Ferenc Kiss (WRC) ;
- Championnat d'Estonie des rallyes (Gr.N) : 1998 et 2000 Margus Murakas (555) ;
- Championnat de Pologne des rallyes : 1999 Krzysztof Hołowczyc (WRC) et 2003 Tomasz Czopik (WRC et Lancer Evo VII) ;
- Championnat d'Italie des rallyes Terre : 2000 et 2001 Franco Cunico (WRC), 2002 et 2003 (+ WRX STi) Andrea Navarra (WRC) ;
- Championnat de France des rallyes : 2002 Benoît Rousselot (WRC) 2004 Stéphane Sarrazin (WRC) ;
- Challenge asphalte italien : 2002 Andrea Navarra (WRC) ;
- Championnat d'Écosse des rallyes : 2003 et 2004 Raymond Munro (WRC) et 2005 Barry Johnson (WRC) ;
- Championnat de Belgique des rallyes : 2008 Hubert Deferm (WRC).

### Endurance et circuit
De nombreuses Subaru Impreza sont engagées sur circuit dans des courses d'endurance, notamment les 12 Heures de Sepang et les 24 Heures du Nüburgring,,.

### Plus de1 100Subaru à la mémoire de Colin McRae

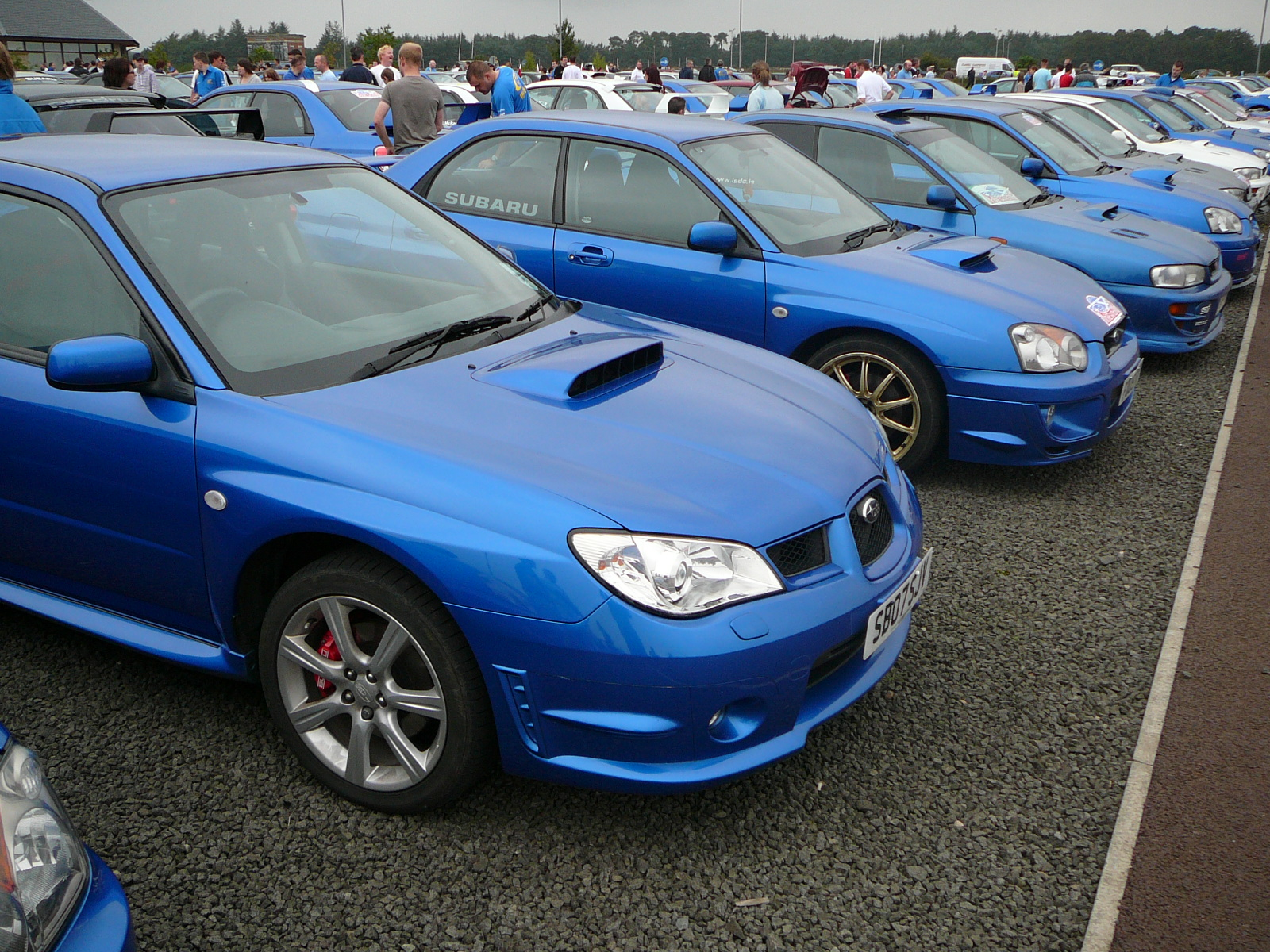
Départ des 1100 Subaru

Le 15 septembre 2007, le pilote de rallye écossais Colin McRae décédait lors d'un accident d'hélicoptère, emportant avec lui son fils de cinq ans et deux amis. Ses fans britanniques ont tenu à célébrer sa mémoire en organisant un vaste rassemblement de 1 100 Subaru, essentiellement des Impreza.
Partant de Lanark, sa ville de naissance en Écosse, l'imposant convoi de 48 kilomètres de long a parcouru 480 kilomètres jusqu'au siège de l'écurie Prodrive, à Banbury en Angleterre, sous les acclamations des badauds. À la tête du convoi : Jimmy McRae, le père de Colin. Arrivés à destination, les fans ont garé leurs 1 100 Subaru de manière à écrire « Colin McRae » en toutes lettres, aux côtés du drapeau écossais. Une bannière de près de 800 mètres de long, désormais inscrite au livre Guinness des records.
Cette réunion exceptionnelle a permis de recueillir 40 000 livres (±49 000 euros) au profit des œuvres caritatives McRae.

### Saut record de Travis Pastrana
Au jour de l'an 2010, Travis Pastrana, en direct sur la chaîne américaine ESPN, a effectué un saut de 82 mètres avec une Subaru Impreza WRX STi. Travis s'est entraîné pendant plusieurs semaines pour ce saut spectaculaire sponsorisé par Red Bull. L'ami casse-cou de Ken Block, a effectué le plus long saut jamais réalisé en voiture de rallye avec une distance officiellement mesurée à 269 pieds, soit 82 mètres de vide entre deux quais de Long Beach, Californie. Il bat d’ailleurs le record de Block qui avait réalisé 171 pieds (52,1 m) en 2006.

### Ken Block drift extrême
En 2008 et 2009, lors d'évènements promotionnels pour la marque DC Shoes, Ken Block s’amuse à faire des drifts au cœur de la zone portuaire de Los Angeles. La première Impreza utilisée par Ken Block en 2008 pour le [Gymkhana #1] est une WRX STi 2006 préparée par Crawford Performance pour développer 530 ch. Quelques mois plus tard pour le [Gymkhana #2] Ken Block utilise une WRX STi 2008 encore une fois complètement revue et transformée par Crawford Performance : alésage moteur, pistons, bielles, joint de culasse, pompe à huile, admission, gestion électronique, turbo, collecteur, ligne d’échappement. La voiture passe à 2,65 litres de cylindrée et 566 ch, elle est équipée, entre autres, d'un aileron arrière en fibre de carbone Prodrive, de pneus BF Goodrich et de jantes Volk.

### Drift D1 GP
En 2005, le pilote Nobushige Kumakubo du Team Orange, une des meilleures équipes de drift au monde[réf. nécessaire], est le premier à utiliser une Impreza WRX STi, châssis-GD, au D1 Grand Prix, le championnat de drift japonais. La voiture a été largement modifiée, notamment par la conversion de la transmission en propulsion, puisque la réglementation ne permet que deux roues motrices. Ses deux autres coéquipiers du Team Orange, Kazuhiro Tanaka et Naoto Suenaga, suivirent peu après.

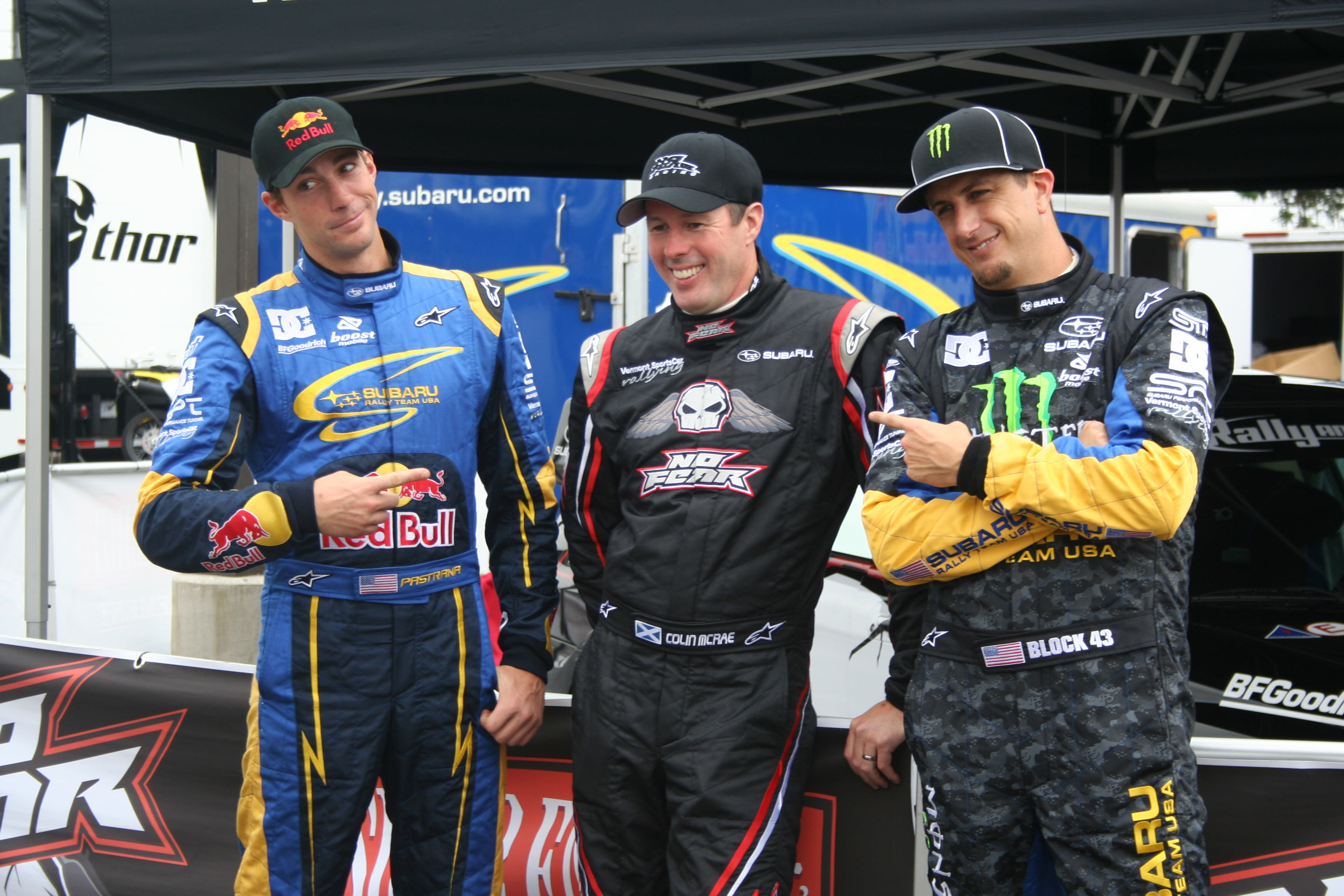
Pastrana, Colin McRae et Ken Block aux X Games XIII.
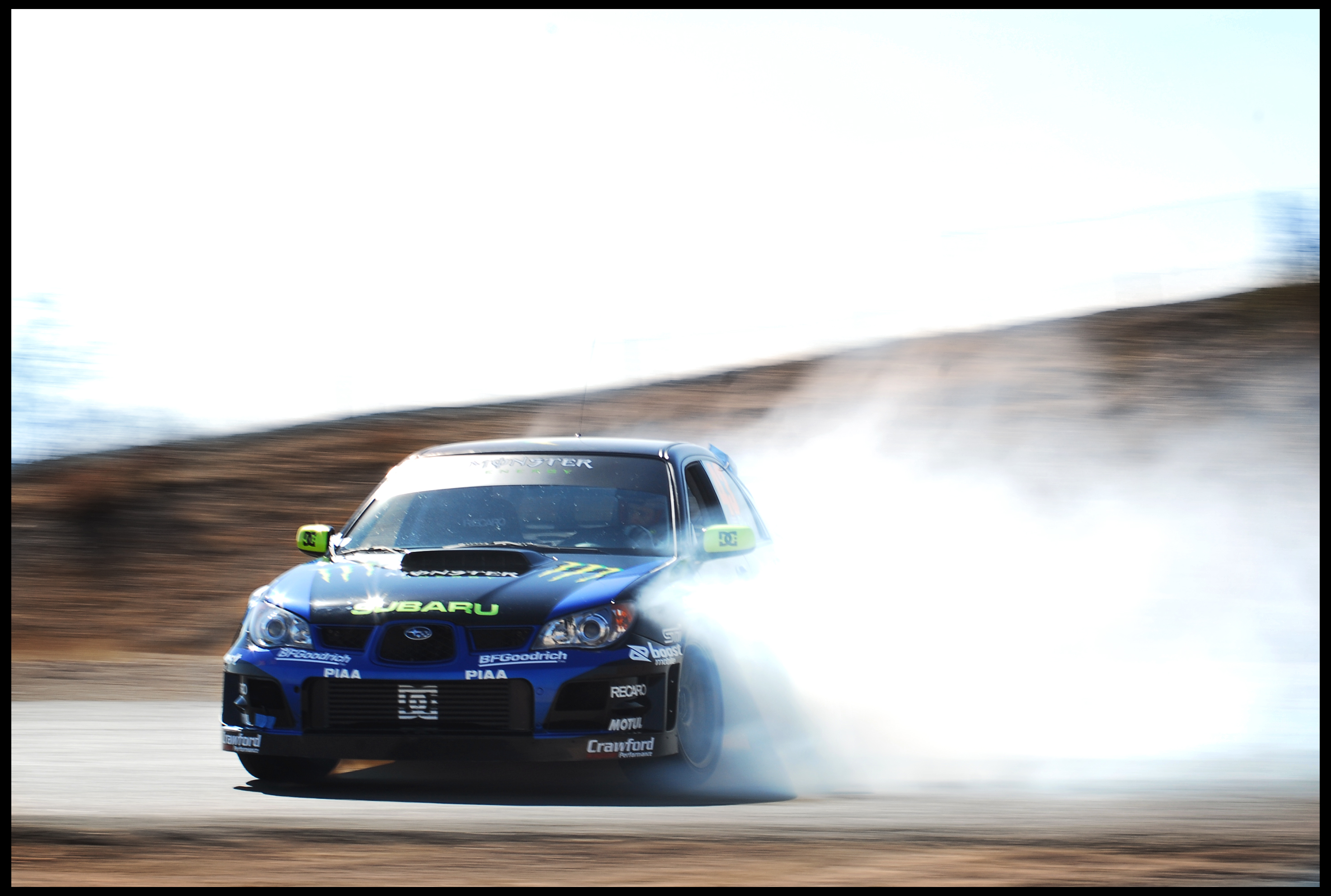
Impreza Ken Block
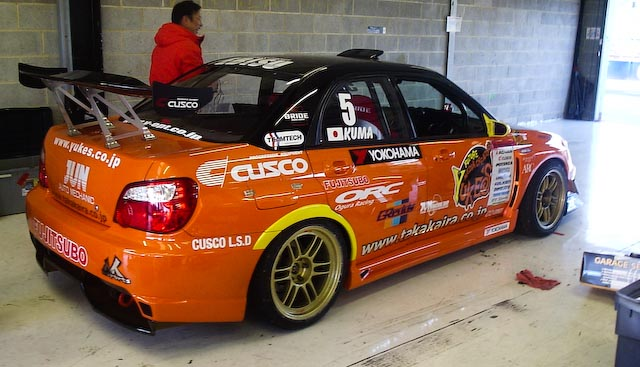
Impreza de la Team Orange

### La Impreza dans le sport automobile après 2008
Subaru va opérer une profonde refonte après 2008, ce qui va se caractériser par la scission entre la Impreza et la WRX. Si officiellement une Impreza n'a plus touché de compétition majeur depuis 2008 (et son retrait du WRC) et ne devrait plus revenir à la course. La WRX succédera avec brio dans les compétitions automobiles autre que le WRC. La Subaru Impreza ne sera visible désormais plus que dans les compétitions ou parade historique et dans les courses amateurs basées sûres d'ancienne voiture de route modifié.
Toutefois en 2021, Travis Pastrana participera au festival de vitesse de Goodwood avec sa Subaru WRX de Gymkhana et la voiture sera inscrite par erreur (ou habitude) sous le nom de "Subaru Impreza WRX". L'erreur sera bel et bien corrigé pour la compétition pour devenir Subaru WRX STI.
La cause principale du non retour actuel de la Subaru WRX en catégorie reine des rallyes est que le véhicule est beaucoup trop grand pour les réglementations actuelles et que Subaru ne souhaite pas créer un véhicule pour s'adapter à la réglementation en vigueur.
Subaru à cause de plusieurs éléments déclencheur, dont la crise économique et la refonte du règlement du WRC qui exclus le format de la Subaru Impreza (même celle à hayon) qui aura couté très chère au constructeur pour une seule année de présence, la marque se retirera de la plupart des championnats de sport automobile. Toutefois, pour le Rallycross, les deux Rally Nord Américain (USA - Canada) et les 24h du Nurburgring en catégorie SP3 (qu'ils viennent tout juste de débuter en 2008), Subaru fera une présence continue et marqueront le passage de flambeau entre la Impreza et la WRX seulement en 2015. Avant cela ce seront les dernières présences de la Impreza WRX et STI avec un marketing omettant volontairement le nom de l'Impreza pour préparer la relève.
Parmi les apparitions majeurs de la Subaru WRX nouvelle version, on peut compter le Gymkhana de 2020 par Travis Pastrana ainsi que le retour de Ken Block chez Subaru Motorsport USA en 2021. La Subaru WRX (STI) va également remporter 4 course sur 5 entre 2015 et 2019 au 24h du Nurburgring.
Outre les USA, Subaru n'aura jamais quitté les rallyes canadiens et participera dans la catégorie ARX des rallycross jusqu'à la nouvelle réglementation de 2020 et une annulation du championnat qu'il quitteront en tant que champion des constructeurs.